# Т-70
Т-70 — советский лёгкий танк периода Великой Отечественной войны.  Разработан в октябре — ноябре 1941 года на Горьковском автомобильном заводе (ГАЗ) под руководством Николая Александровича Астрова, ведущего разработчика всей отечественной линейки лёгких танков того периода. В январе 1942 года Т-70 был принят на вооружение РККА и серийно выпускался на нескольких машиностроительных заводах. Производство Т-70 продолжалось до октября 1943 года, когда, по результатам боевых действий лета этого года и большой потребности РККА в самоходно-артиллерийских установках СУ-76 на его базе, было принято решение о прекращении его серийного выпуска. Всего был выпущен 8231 танк этого типа.
Начиная с лета 1942 года лёгкие танки Т-70 приняли активное участие в боях Великой Отечественной войны. Апогеем их боевой службы стала Курская битва, после чего они стали исчезать из частей Красной армии, хотя отдельные экземпляры использовались вплоть до конца войны. По количеству выпущенных машин Т-70 стал вторым по численности типом танков в Красной армии 1941—1945 гг. 
На базе Т-70 в конце 1942 года была построена лёгкая самоходно-артиллерийская установка непосредственной поддержки пехоты СУ-76, ряд прототипов лёгких танков с улучшенным вооружением или эргономикой и опытные образцы зенитных танков. Вскоре после окончания войны Т-70 был снят с вооружения Советской армии. 
Достаточно большое количество подобных танков сохранилось до нашего времени в военных музеях и мемориалах России, государств СНГ и стран дальнего зарубежья.

## История создания
В сентябре 1941 года на вооружение РККА был принят лёгкий танк Т-60 конструкции Н. А. Астрова, и сразу на нескольких заводах было развёрнуто серийное производство новой машины. Среди этих предприятий был и Горьковский автомобильный завод, производственные мощности которого вполне позволяли выпуск более серьёзных по боевым характеристикам танков, чем Т-60. После мелкосерийного выпуска ряда малых плавающих танков в конце 1930-х годов ГАЗ танкостроением не занимался, но ряд его сотрудников уже имел определённый опыт в этой области. Для помощи в организации производства лёгких танков на ГАЗ был направлен Н. А. Астров, который по прибытии в Горький сразу же включился в работу по усилению конструкции Т-60, используя потенциал ГАЗа.
На основании своего аванпроекта от сентября 1941 года Н. А. Астров вместе с сотрудниками танкового конструкторского бюро ГАЗа В. А. Дедковым, А. М. Кригером и другими в октябре того же года начал работы по проектированию модернизированной «шестидесятки». Основными направлениями модернизации были усиление вооружения и повышение мощности силового агрегата машины. В качестве решения последней задачи использовалась «спарка» из двух двигателей ГАЗ-202 мощностью 70 л. с. каждый, последовательно соединённых друг с другом. Эту силовую установку удалось разместить в бронекорпусе той же компоновочной схемы, что и у Т-60, но больша́я длина «спарки» потребовала удлинения корпуса и добавления пятого опорного катка на борт. В качестве основного вооружения модернизированного танка предусматривалась несколько модифицированная 45-мм танковая пушка обр. 1938 г. (20-К) в литой обтекаемой башне конструкции В. А. Дедкова.
За созданием этого танка наблюдало высшее руководство страны во главе с И. В. Сталиным и торопило конструкторов с исполнением задачи, выражая неудовольствие по поводу срыва ГАЗом сроков разработки. Опытный образец нового танка ГАЗ-70 (проектное обозначение 0-70 или 070) был собран 14 февраля 1942 года и отправлен в Москву для показа и испытаний, начавшихся 20 числа того же месяца. Касательно бронирования ГАЗ-70 имеется ряд разногласий в источниках — М. Свирин и М. Коломиец утверждают, что оно было слегка усилено по сравнению с Т-60, тогда как И. Г. Желтов с соавторами приводят толщины, аналогичные серийным Т-70. ГАЗ-70 не произвёл большого впечатления на военных специалистов РККА — практически равноценное с Т-60 бронирование, одноместная башня. Однако Н. А. Астров пообещал в кратчайшие сроки устранить выявленные при испытаниях недостатки. Быстрее всего это удалось сделать с бронированием — толщину лба новой машины довели до 45 мм в нижней лобовой детали и 35 мм — в верхней.
6 марта 1942 года постановлением № 1394сс Государственного комитета обороны (ГКО) за подписью И. В. Сталина новый танк принимался на вооружение РККА под индексом Т-70. В том же документе содержался приказ ГАЗу начать серийное производство «семидесятки» при устранении выявленных недостатков конструкции, а последовавшим через три дня постановлением ГКО № 1417сс к серийному выпуску Т-70 подключались заводы № 37 и № 38. Поскольку литая башня продемонстрировала плохую стойкость даже к огню немецких 20-мм пушек, а утолщение её брони было невозможно по целому ряду конструктивных и производственных причин, Т-70 оснастили сварной шестигранной башней.

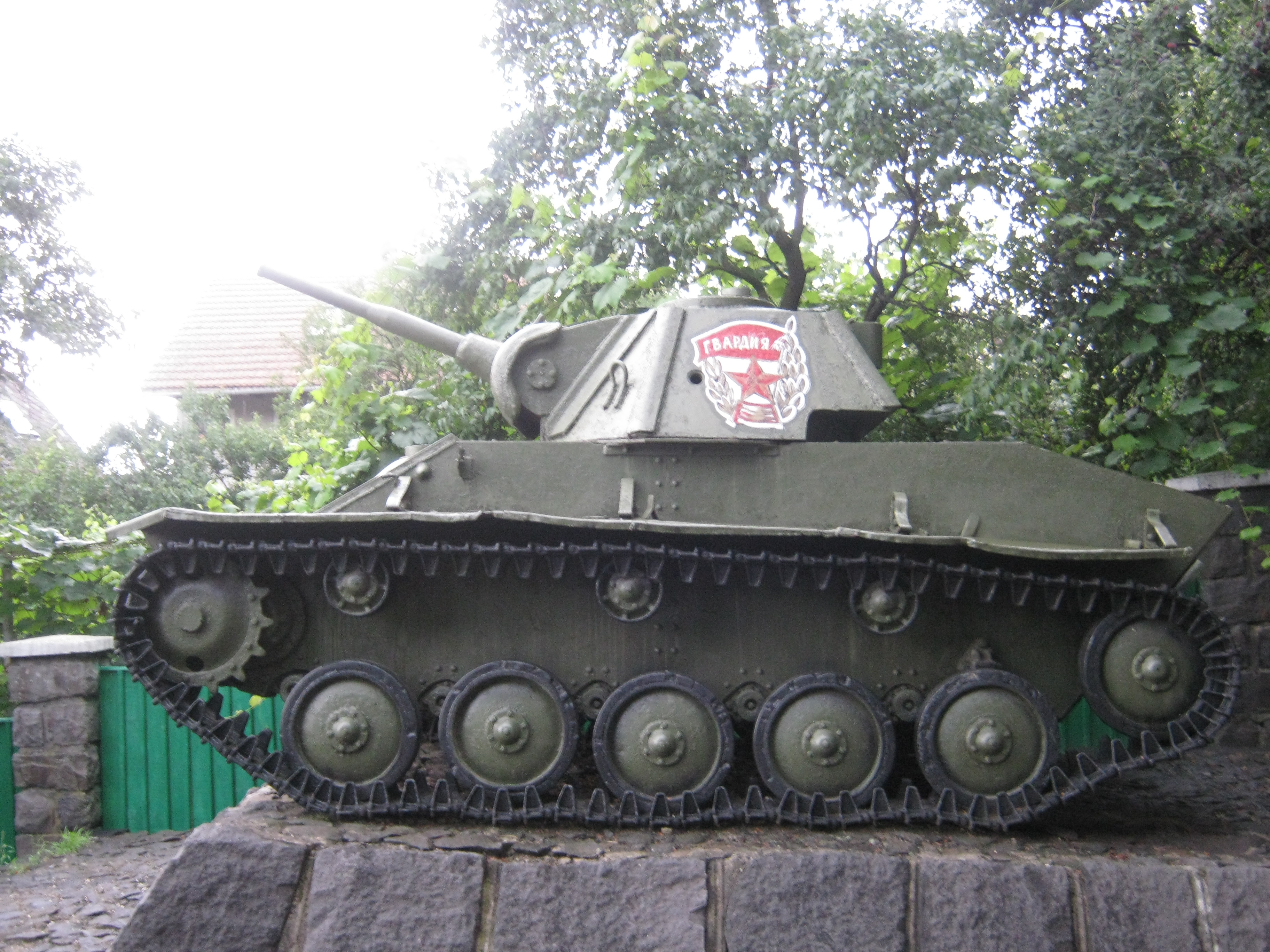
Т-70. Мемориальный комплекс в г. Ужгород

Сложнее дело обстояло с двухместной башней для «семидесятки». Хотя Н. А. Астров и его сотрудники сразу же, с апреля 1942 года, занялись этим вопросом, быстро решить его не удалось. Сама конструкция двухместной башни особенной трудностью не являлась, но уже на стадии аванпроекта стало ясно, что её установка утяжелит танк до 10,5—11,5 тонн. Хотя стандартная «спарка» ГАЗ-203 мощностью 140 л. с. обеспечивала потяжелевшей машине удельную мощность 12,2—13,3 л. с./т, что больше, чем у Т-60 (10—11 л. с./т), вызывала большие сомнения надёжность ходовой части, унаследованной от Т-60. Испытания догруженного до 11,5 тонн Т-70 подтвердили опасения — ломались траки, лопались торсионы подвески, быстро изнашивались резиновые бандажи опорных катков, в тяжёлых условиях быстрее выходили из строя узлы и агрегаты трансмиссии, работавшей с большей нагрузкой из-за возросшего сопротивления движению утяжелённого танка. Поэтому основная работа развернулась в плане усиления деталей и узлов танка, оказавшихся недостаточно прочными, а также форсированию силового агрегата до 170 л. с. В августе — октябре 1942 года все необходимые компоненты (двигатель, двухместная башня, усиленная ходовая часть) испытывались на опытном варианте Т-70, который был рекомендован к принятию на вооружение РККА. Однако этого так и не было сделано, а в конструкцию серийных Т-70 решили внести изменения, касающиеся только усиленной ходовой части. Эта модификация получила обозначение Т-70Б и с начала октября 1942 года была запущена в серийное производство на ГАЗе, чуть позже — и на заводе № 38. По всей видимости, причиной отказа от производства Т-70 с двухместной башней послужила подготовка к серийному производству более совершенного лёгкого танка Т-80, который являлся дальнейшим развитием «семидесятки» с учётом всех требований по улучшению эргономики, энерговооружённости и защищённости последнего.
Также Т-70 послужил базой для разработки большого числа опытных лёгких танков с усиленным вооружением, самоходных артиллерийских и зенитных установок. На его основе была создана лёгкая самоходно-артиллерийская установка непосредственной поддержки пехоты СУ-76, которая серийно выпускалась вплоть до конца Великой Отечественной войны. В свою очередь, на базе последней была разработана первая советская серийная зенитная самоходная установка ЗСУ-37.

## Производство

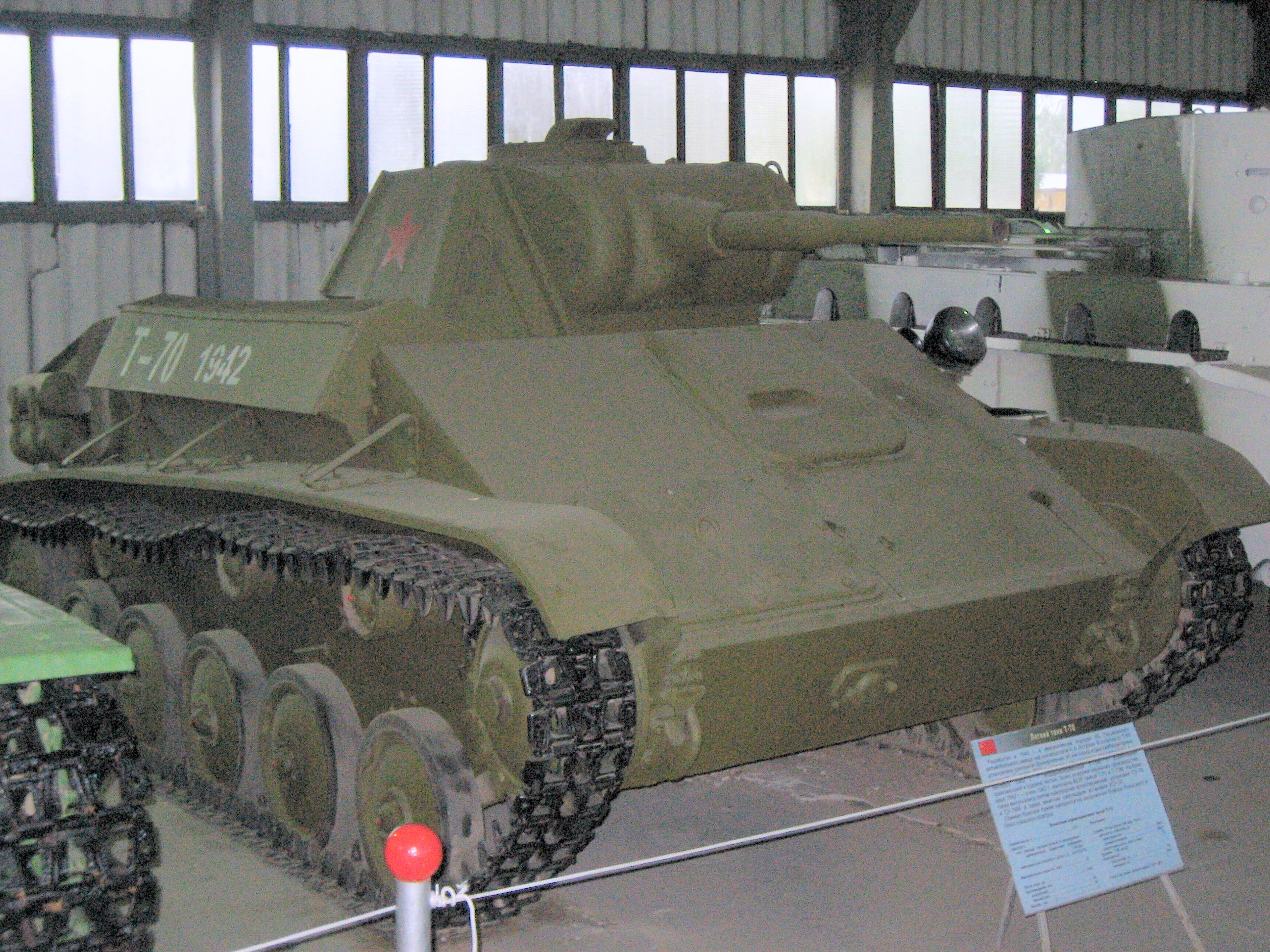
Т-70 в Бронетанковом музее в Кубинке

В процессе серийного выпуска лёгкого танка Т-70 был задействован не только ГАЗ, но и многие другие предприятия Поволжского и Вятского регионов страны. Бронекорпуса для «семидесятки» поставляли заводы в Выксе, Кулебаках и Саратове. По механическим частям, оптике, вооружению, электрике и контрольно-измерительным приборам смежниками выступало большое количество предприятий Горького, Горьковской области и других регионов СССР. По сравнению с Т-60 новый лёгкий танк требовал вдвое больше двигателей, более толстой (то есть более сложной и трудоёмкой в изготовлении) катаной брони, поэтому изначально с планами по выпуску Т-70 справлялся только ГАЗ, завод № 38 в Кирове вышел на установленный правительством уровень производства только в июне 1942 года. Завод № 37 в Свердловске сумел выпустить только 10 Т-70, после чего из-за производственных и организационных трудностей к этому заданию не возвращался, продолжая выпускать Т-60. Большинство Т-70 было выпущено на ГАЗе, причём общее число выпущенных «семидесяток» могло быть больше, но перед Курской битвой немцы совершили ряд глубинных воздушных рейдов на Горький.
Целью этих налётов были различные предприятия и объекты инфраструктуры города, который, несмотря на наличие авиазавода № 21, не имел истребителей-перехватчиков в своей системе ПВО, которая включала затемнение и зенитные батареи. Последние концентрировались в основном у стратегически важных точечных объектов — мостов через Оку и Волгу и административного центра города, промышленные зоны защищались гораздо слабее. В результате этого бо́льшая часть урона пришлась на известные немецкому командованию предприятия города (в мосты попаданий не было, в историческую часть города попали единичные бомбы). В первую очередь пострадали ГАЗ, который потерял почти половину единиц своего оборудования, и завод имени Ленина, директор и руководство которого погибли в результате прямого попадания авиабомбы в командный пункт завода. Последнее предприятие также выступало смежником в производстве Т-70, поставляя коммуникационное радиооборудование для всех танковых производств города. Была разрушена трамвайная линия, которая в военное время помимо доставки рабочих и служащих ГАЗа на работу использовалась и для грузовых перевозок в интересах завода, разбомблённым оказалось и паровозное депо предприятия. Несмотря на самоотверженный труд горьковчан (трамвайную линию восстановили через сутки, удалось вернуть в строй бо́льшую часть повреждённого оборудования), ГАЗ резко снизил выпуск своей продукции. Пришлось приостановить выпуск грузовиков и бронеавтомобилей БА-64, но Т-70 непрерывно продолжали сходить со сборочных линий завода. Однако выпуск мая 1943 года удалось перекрыть только в октябре того года, когда производство Т-70 уже заканчивалось.
По результатам Курской битвы в руководстве страны возобладало мнение, что лёгкий танк Т-70 более не нужен РККА, акценты сместились в сторону выпуска САУ СУ-76М на его базе. Поэтому в октябре 1943 года производство Т-70 было официально завершено, хотя ещё какое-то время «семидесятки» поставлялись в войска за счёт созданного ранее задела бронекорпусов.
По ходу производства Т-70 в производственный процесс вносились изменения, например, изначально гомогенную броню для танка стали подвергать поверхностной закалке по методу, разработанному технологами завода № 264 (Красноармейская судоверфь) в Сарепта (Красноармейск), Кировский район Сталинграда. В результате при той же толщине брони её снарядостойкость у Т-70 поздних серий была несколько увеличена. Вопреки расхожему мнению модификации Т-70М не существовало. Модернизированная машина имела обозначение Т-70Б.
Всего было сдано 3142 Т-70 и 5089 Т-70Б.
| Год   | Модель | Производитель     | январь | февраль | март  | апрель | май   | июнь  | июль  | август | сентябрь | октябрь | ноябрь | декабрь | Всего |
| ----- | ------ | ----------------- | ------ | ------- | ----- | ------ | ----- | ----- | ----- | ------ | -------- | ------- | ------ | ------- | ----- |
| 1942  | Т-70   | ГАЗ (Горький)     |        |         |       | 50     | 260   | 350   | 450   | 500    | 553      |         |        |         | 2163  |
| 1942  | Т-70Б  | ГАЗ (Горький)     |        |         |       |        |       |       |       |        | 2        | 500     | 320    | 510     | 1332  |
| 1942  | Т-70   | № 37 (Свердловск) |        |         |       |        |       |       | 10    |        |          |         |        |         | 10    |
| 1942  | Т-70   | № 38 (Киров)      |        |         |       | 3      | 51    | 117   | 153   | 193    | 226      | 226     |        |         | 969   |
| 1942  | Т-70Б  | № 38 (Киров)      |        |         |       |        |       |       |       |        |          | 9       | 200    | 200     | 409   |
| Всего | Всего  | Всего             |        |         |       | 53     | 311   | 467   | 513   | 693    | 781      | 735     | 520    | 710     | 4883  |
| 1943  | Т-70Б  | ГАЗ (Горький)     | 300    | 400     | 500   | 500    | 325   | 128   | 260   | 360    | 365      | 209     | 1      |         | 3348  |
| Итого | Итого  | Итого             | Итого  | Итого   | Итого | Итого  | Итого | Итого | Итого | Итого  | Итого    | Итого   | Итого  | Итого   | 8231  |

## Описание конструкции
Т-70 имел типичную для советских лёгких танков того времени компоновочную схему. Танк имел пять отделений, перечисленных ниже в порядке от лобовой части машины к корме:
- трансмиссионное отделение;
- отделение управления;
- моторное отделение по правому борту середины корпуса;
- боевое отделение по левому борту середины корпуса и в башне;
- кормовое отделение, где располагались топливные баки и радиатор двигателя.

Эта компоновочная схема определяла в целом набор преимуществ и недостатков танка в рамках машин своего класса. В частности, переднее расположение трансмиссионного отделения, то есть ведущих колёс, приводило к повышенной их уязвимости, так как именно передняя оконечность танка в наибольшей степени подвержена вражескому обстрелу. С другой стороны, в отличие от советских средних и тяжёлых танков, в
Т-70 топливные баки находились вне боевого отделения в изолированном броневой переборкой отсеке, что снижало риск возникновения пожара при поражении танка (особенно высокий для машины с бензиновым двигателем) и сильно повышало выживаемость экипажа. К другим преимуществам выбранной для Т-70 компоновки можно отнести небольшую высоту и общую массу танка (по сравнению с другими машинами иных компоновочных схем), достигнутые, к тому же, вопреки вынужденному применению «долговязого» силового агрегата ГАЗ-203. Как следствие, возрастали динамические характеристики танка, и для него не требовался мощный специализированный двигатель. Экипаж танка состоял из двух человек — механика-водителя и командира машины.

### Броневой корпус и башня

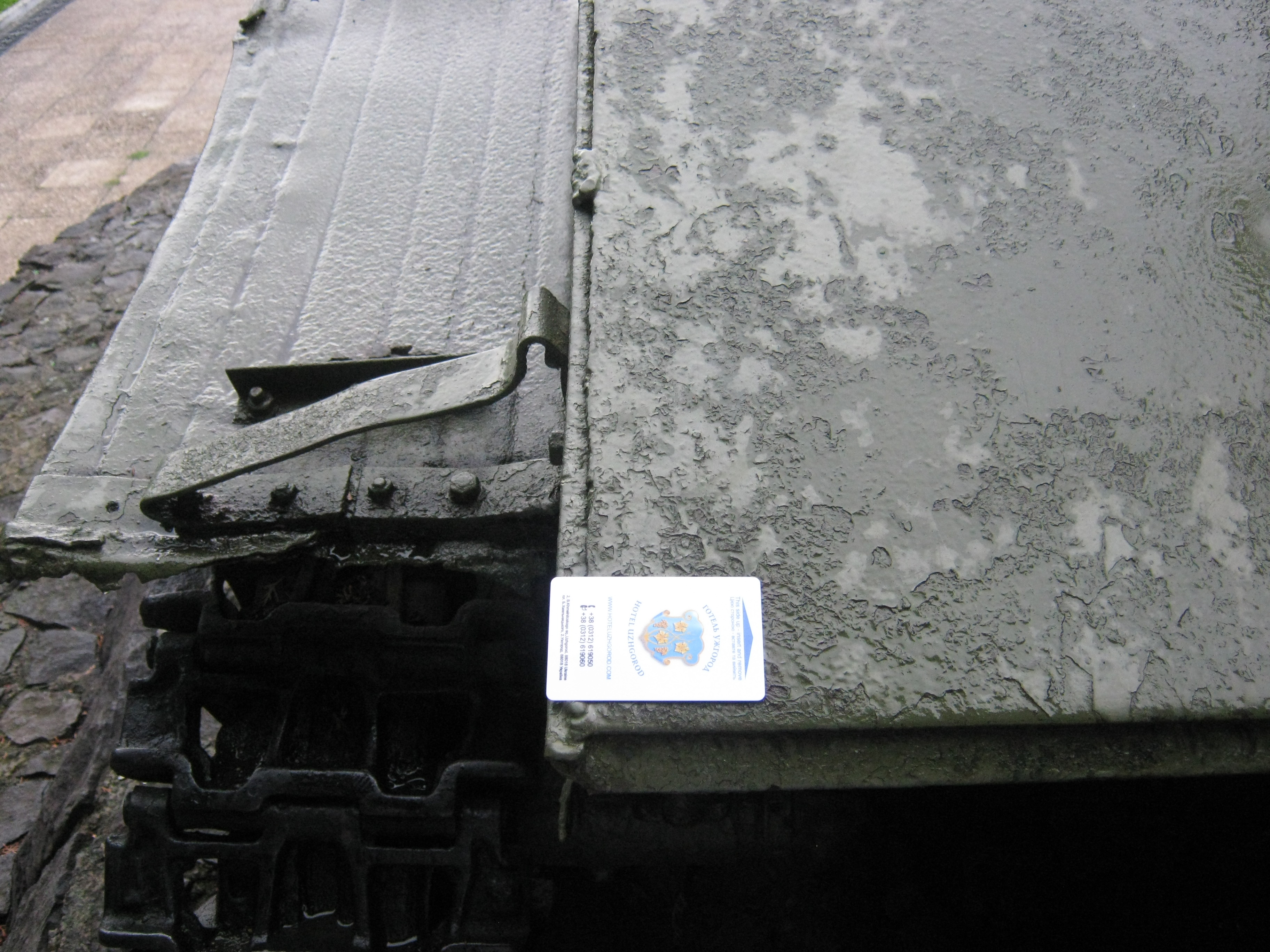
Бронеплиты борта и кормы Т-70, мемориальный комплекс в г. Ужгород

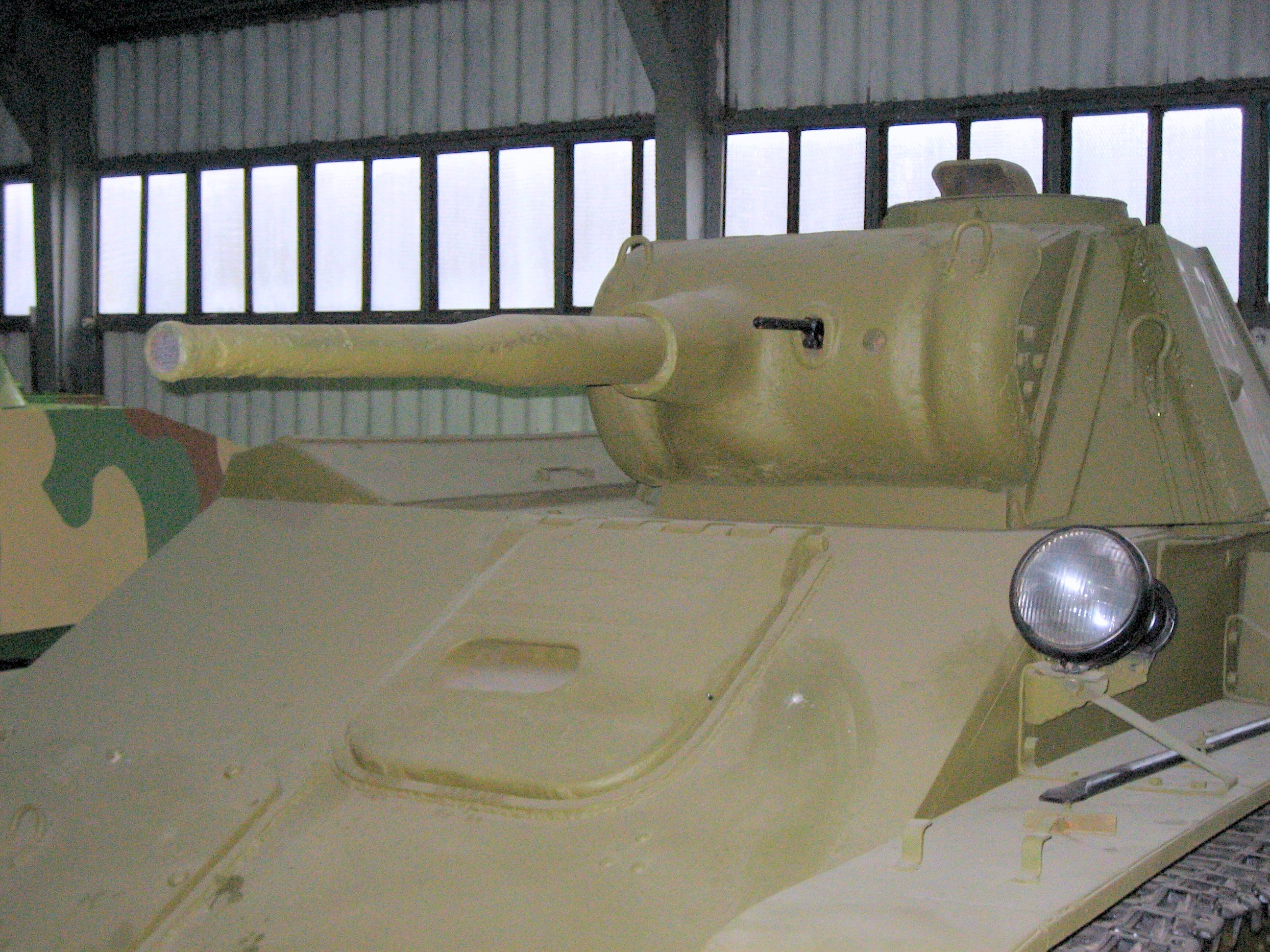
Башня танка Т-70, Бронетанковый музей в Кубинке

Броневой корпус танка сваривался из катаных броневых плит толщиной 6, 10, 15, 25, 35 и 45 мм. У машин ранних серий бронеплиты были гомогенными, у поздних — гетерогенными (применялась поверхностная закалка). Толщина брони оставалась неизменной по ходу производства танка. Броневая защита дифференцированная, противопульная. Лобовые и кормовые бронеплиты имели рациональные углы наклона, борта вертикальные. Борт Т-70 изготавливался из двух бронеплит, соединяемых сваркой. Для усиления сварного шва внутри корпуса устанавливалась вертикальная балка жёсткости, приклёпывавшаяся к передней и задней бортовым частям. Ряд бронеплит корпуса (надмоторный и надрадиаторный листы) выполнялся съёмным для удобства обслуживания и замены различных узлов и агрегатов танка.
Рабочее место механика-водителя находилось в передней части бронекорпуса танка с некоторым смещением влево от центральной продольной плоскости машины. Люк для посадки-высадки механика-водителя располагался на лобовой бронеплите и был снабжён уравновешивающим механизмом для облегчения открывания. Наличие люка механика-водителя ослабляло стойкость верхней лобовой детали к снарядным попаданиям. Днище Т-70 сваривалось из трёх броневых плит разной толщины, и для обеспечения жёсткости к нему приваривались поперечные коробчатые балки, в которых располагались торсионы узлов подвески. В передней части днища под сиденьем механика-водителя был сделан аварийный люк-лаз. Корпус также имел ряд воздухопритоков, люков, лючков и технологических отверстий для вентиляции обитаемых помещений танка, слива топлива и масла, доступа к горловинам топливных баков, другим узлам и агрегатам машины. Ряд этих отверстий защищался броневыми крышками, заслонками и кожухами.

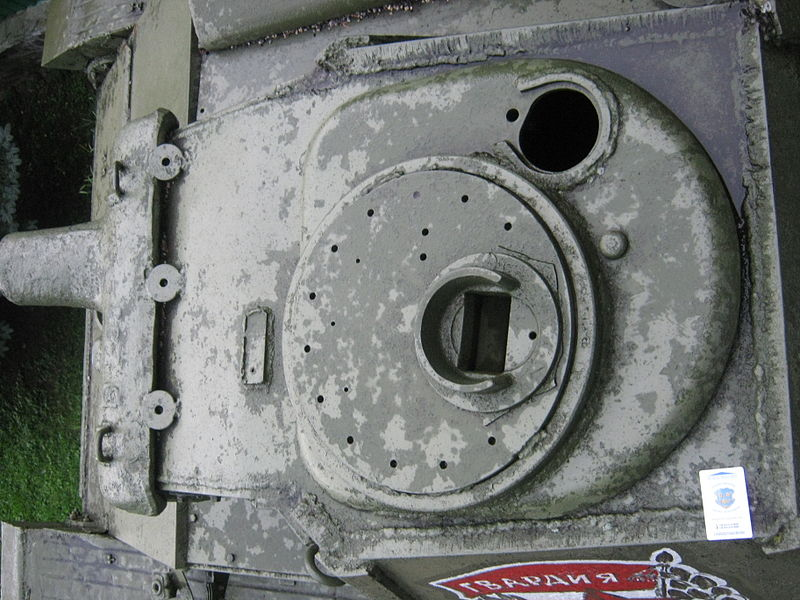
Башня танка Т-70, вид сверху, мемориальный комплекс в г. Ужгород

Восьмигранная сварная башня в форме усечённой пирамиды имела борта толщиной 35 мм, которые располагались под углом 23° к вертикали для повышения стойкости. Сварные стыки граней башни дополнительно усиливались броневыми угольниками. Лобовая часть башни защищалась бронемаской толщиной 50 мм, в которой имелись амбразуры для установки пушки, пулемёта и прицела. Ось вращения башни не совпадала с плоскостью продольной симметрии машины вследствие установки мотора по правому борту танка. В крыше башни располагался откидной люк для посадки-высадки командира машины. В свою очередь, в люке был небольшой лючок для флажковой внешней сигнализации. Также в крышке люка устанавливался поворотный смотровой зеркальный прибор, что было впервые применённым на лёгких советских танках решением. Башня устанавливалась на шариковой опоре и фиксировалась захватами во избежание сваливания при сильном крене или опрокидывании танка.

### Вооружение

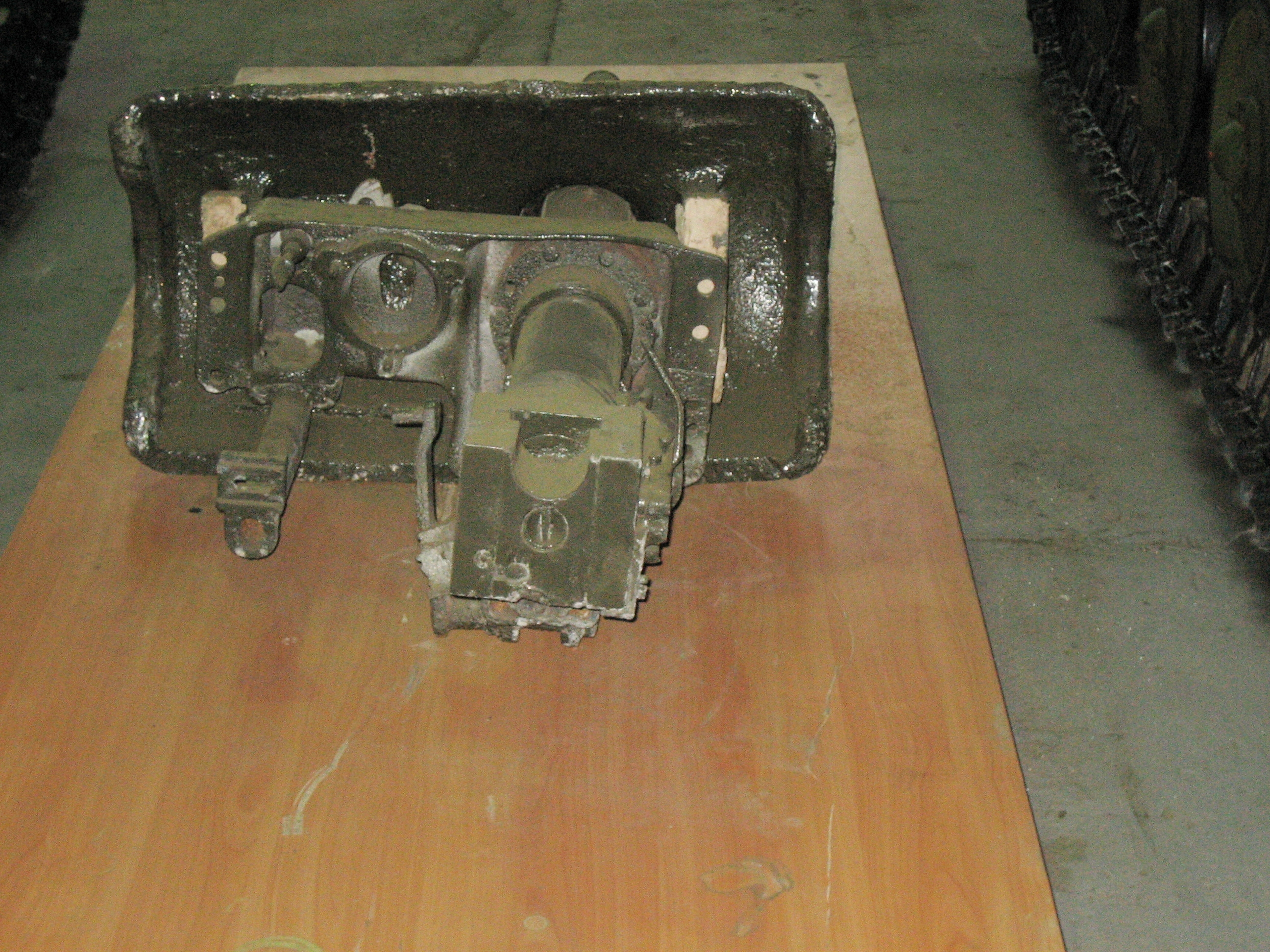
Установка 45-мм пушки 20-К, музей бронетанковой техники в Кубинке

Основным вооружением Т-70 являлась нарезная полуавтоматическая 45-мм танковая пушка обр. 1932/38 гг. (20-К или 20К). Орудие монтировалось на цапфах справа от плоскости продольной симметрии башни для удобства работы командира машины. Пушка 20-К имела ствол длиной 46 калибров, высота линии огня составляла 1540 мм, дальность стрельбы прямой наводкой достигала 3600 м, максимально возможная — 4800 м. С пушкой был спарен 7,62-мм пулемёт ДТ-29, который мог легко сниматься со спаренной установки и использоваться вне танка как пехотный. Спаренная установка имела диапазон углов возвышения от −6 до +20° и круговой обстрел по горизонтали. Поворотный механизм башни зубчатого типа, с ручным приводом, располагался слева от командира танка, а подъёмный механизм пушки (винтового типа, также с ручным приводом) — справа. Спуск пушки и пулемёта — ножной: при нажатии левой педали открывался огонь из пулемёта, правой — из пушки.
Боекомплект орудия составлял 90 (70 для Т-70Б) выстрелов унитарного заряжания (патронов). Для повышения удобства работы командира двадцать выстрелов располагались в специальном магазине, прочие — в стандартной укладке по бортам боевого отделения. При стрельбе бронебойными снарядами экстракция стреляной гильзы осуществлялась автоматически, а при ведении огня осколочными снарядами из-за меньшей длины отката ствола, обусловленной меньшей начальной скоростью осколочного снаряда, полуавтоматика не работала, и командиру приходилось открывать затвор вручную, при этом экстрагировалась стрелянная гильза. Теоретическая скорострельность орудия 7-12 выстрелов в минуту, но из-за отсутствия заряжающего и необходимости открывания затвора вручную при стрельбе осколочным снарядом, темп огня на практике был в несколько раз ниже, 3-5 выстрелов в минуту. В боекомплект могли входить следующие снаряды:
| Номенклатура боеприпасов                                                        |             |                 |                                |                         |                        |
| Тип                                                                             | Обозначение | Вес снаряда, кг | Вес ВВ, г                      | Начальная скорость, м/с | Дальность табличная, м |
| Калиберные бронебойные снаряды                                                  |             |                 |                                |                         |                        |
| Бронебойно-трассирующий тупоголовый с баллистическим наконечником               | БР-240      | 1,43            | 18,5 (A-IX-2)                  | 760                     | 4000                   |
| Бронебойно-зажигательный трассирующий тупоголовый с баллистическим наконечником | БЗР-240     | 1,44            | 12,5+13 (зажигательный состав) | 760                     | 4000                   |
| Бронебойный тупоголовый с баллистическим наконечником                           | Б-240       | 1,43            | 19,5 (A-IX-2)                  | 760                     | 4000                   |
| Бронебойно-трассирующий остроголовый сплошной с баллистическим наконечником     | БР-240СП    | 1,43            | нет                            | 757                     | 4000                   |
| Подкалиберные бронебойные снаряды                                               |             |                 |                                |                         |                        |
| Подкалиберный бронебойно-трассирующий («катушечного» типа)                      | БР-240П     | 0,85            | нет                            | 985                     | 500                    |
| Осколочные снаряды                                                              |             |                 |                                |                         |                        |
| Осколочный стальной                                                             | О-240       | 1,98—2,15       | 78                             | 335                     | 4200                   |
| Осколочный сталистого чугуна                                                    | О-240А      | 1,98—2,15       | 78                             | 335                     | 4200                   |
| Картечь                                                                         |             |                 |                                |                         |                        |
| Картечь                                                                         | Щ-240       | 1,62            | 137 пуль, 100 г пороха         | ?                       | ?                      |

| Таблица бронепробиваемости для 45-мм пушки 20К |                          |                          |
| Бронебойные тупоголовые снаряды Б-240, БР-240, БЗР-240 |                          |                          |
| Дальность, м | При угле встречи 60°, мм | При угле встречи 90°, мм |
| 100 | 43                       | 52                       |
| 250 | 39                       | 48                       |
| 500 | 35                       | 43                       |
| 1000 | 28                       | 35                       |
| 1500 | 23                       | 28                       |
| 2000 | 19                       | 23                       |
| Бронебойный остроголовый сплошной снаряд БР-240СП |                          |                          |
| Дальность, м | При угле встречи 60°, мм | При угле встречи 90°, мм |
| 100 | 49                       | 59                       |
| 250 | 45                       | 55                       |
| 500 | 40                       | 51                       |
| 1000 | 32                       | 40                       |
| 1500 | 26                       | 33                       |
| 2000 | 22                       | 26                       |
| Подкалиберный бронебойный снаряд БР-240П |                          |                          |
| Дальность, м | При угле встречи 60°, мм | При угле встречи 90°, мм |
| 100 | 70                       | 96                       |
| 200 | 65                       | 84                       |
| 300 | 59                       | 72                       |
| 400 | 53                       | 61                       |
| 500 | 47                       | 51                       |
| Приведённые данные относятся к советской методике измерения бронепробиваемости (рассчитано по формуле Жакоб-де-Марра для цементированной брони с коэффициентом K=2400). Следует помнить, что показатели бронепробиваемости могут заметно различаться при использовании различных партий снарядов и различной по технологии изготовления брони. |                          |                          |

Спаренный пулемёт ДТ имел боекомплект в 945 патронов (15 дисков), также экипаж снабжался одним пистолетом-пулемётом ППШ с 3 дисками (213 патронов) и 10 ручными гранатами Ф-1. В ряде случаев к этому вооружению добавлялся пистолет для стрельбы сигнальными ракетами.

### Двигатель

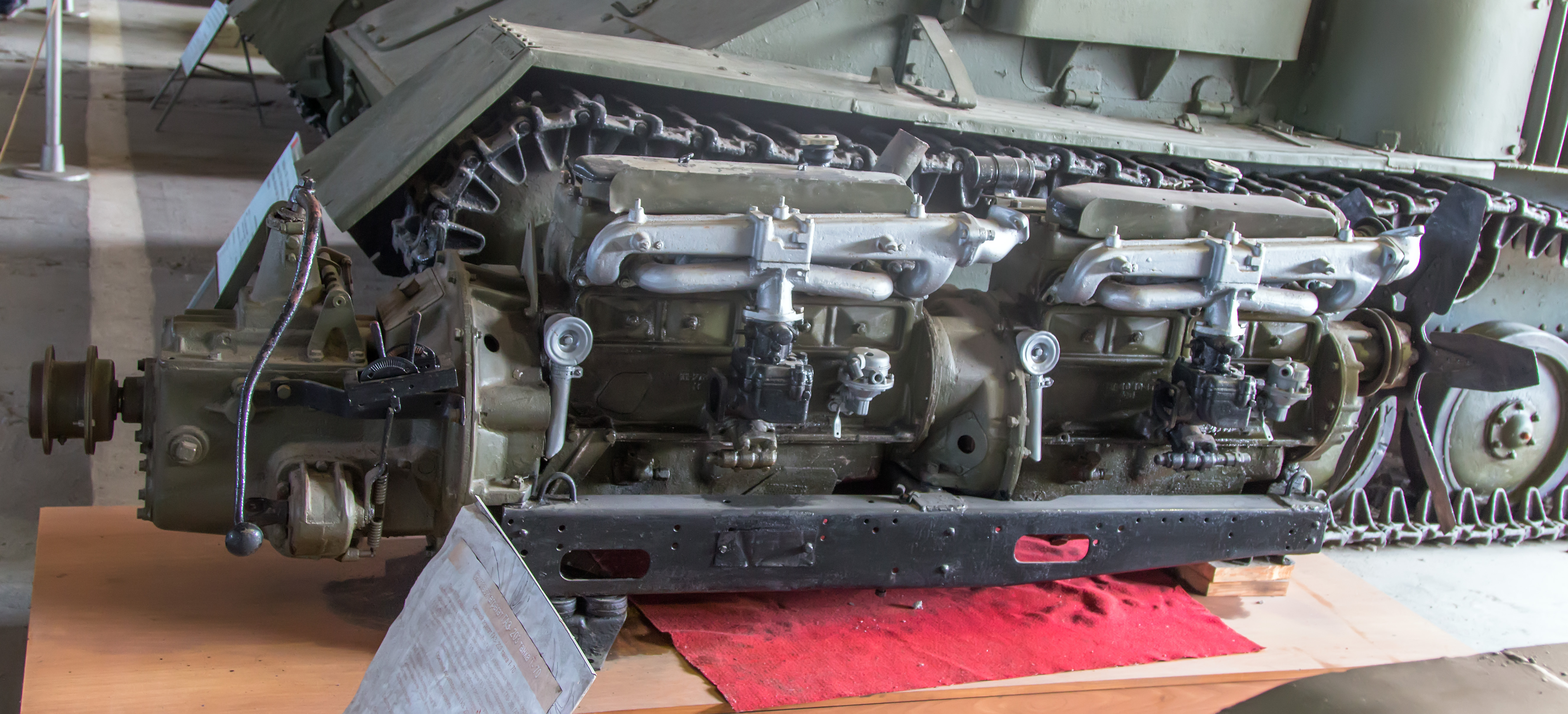
Двигатель ГАЗ-203, Бронетанковый музей в Кубинке

Т-70 оснащался силовым агрегатом ГАЗ-203 из спаренных четырёхтактных рядных шестицилиндровых карбюраторных двигателей жидкостного охлаждения ГАЗ-202 (ГАЗ-70-6004 — передний и ГАЗ-70-6005 — задний). ГАЗ-202 был дефорсированной до 70 л. с. (51,5 кВт) танковой версией автомобильного двигателя ГАЗ-11 мощностью 85 л. с. Уменьшение мощности преследовало цель увеличения надёжности работы и повышения ресурса мотора. В итоге максимальная суммарная мощность агрегата ГАЗ-203 достигала 140 л. с. (103 кВт) при 3400 оборотах в минуту. На оба двигателя ставились карбюраторы типа «М». Коленчатые валы двигателей соединялись муфтой с упругими втулками; во избежание продольных колебаний всего агрегата картер маховика переднего ГАЗ-202 соединялся тягой с правым бортом танка. Системы зажигания, смазки и подачи топлива были свои у каждой «половинки» ГАЗ-203. В системе охлаждения силового агрегата водяной насос был общим, но водомасляный радиатор был двухсекционным, каждая секция отвечала за обслуживание своего ГАЗ-202. Установка ГАЗ-203 снабжалась воздухоочистителем масляно-инерционного типа.
Как и его предшественник Т-60, Т-70 оснащался предпусковым подогревателем двигателя для его эксплуатации в зимних условиях. Между бортом танка и двигателем устанавливался цилиндрический котёл, в котором за счёт термосифонной циркуляции антифриза осуществлялся подогрев. Котёл разогревался наружной бензиновой паяльной лампой. Котёл подогревателя и водомасляный радиатор являлись составными частями системы охлаждения всего силового агрегата танка.
Пуск двигателя осуществлялся двумя параллельно соединёнными стартерами СТ-40 (мощность 1,3 л. с. или 0,96 кВт). У командирских танков с радиостанцией стартеры были более мощными — на них устанавливали модель СТ-06 мощностью 2 л. с. (1,5 кВт). Также танк можно было завести ручной рукояткой или буксировкой другим танком.
Два топливных бака общим объёмом 440 л располагались в кормовом отделении. Запаса топлива хватало на 360 км хода по шоссе, поздние танки имели несколько меньший запас хода — 320 км, а у потяжелевшей до 10 тонн модификации Т-70Б он составлял 250 км. Топливом для Т-70 служил авиационный бензин марок КБ-70 или Б-70.

### Трансмиссия
Танк Т-70 оснащался механической трансмиссией, в состав которой входили:
- двухдисковый полуцентробежный главный фрикцион сухого трения «стали по феродо»;
- четырёхступенчатая коробка передач (4 передачи вперёд и 1 назад), использованы детали от грузовика ЗИС-5;
- карданный вал;
- коническая главная передача;
- два многодисковых бортовых фрикциона сухого трения «сталь по стали» и с ленточными тормозами с накладками из феродо;
- два простых однорядных бортовых редуктора.

Все приводы управления трансмиссией — механические, механик-водитель управлял поворотом и торможением танка двумя рычагами по обе стороны своего рабочего места.

### Ходовая часть

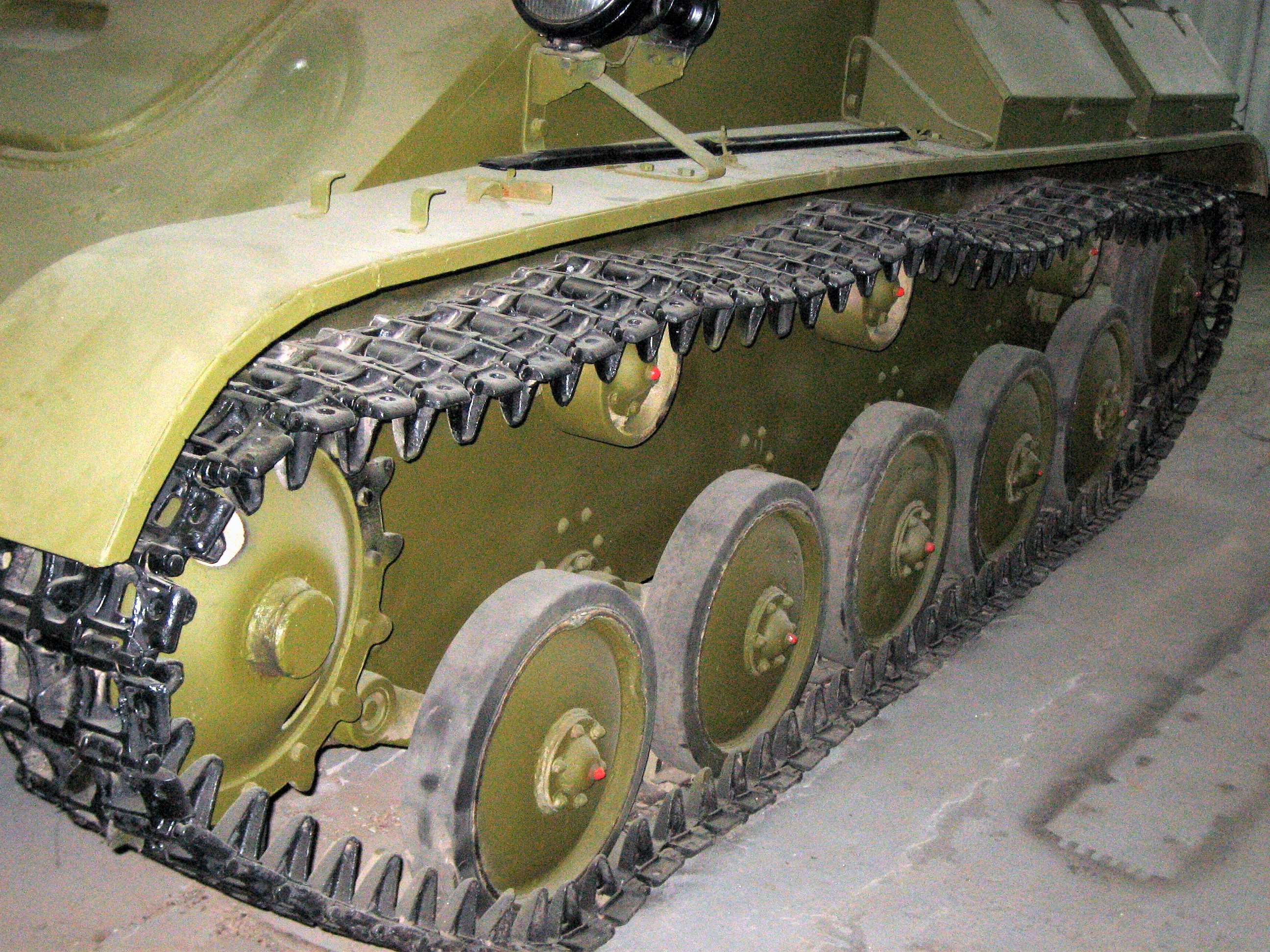
Ходовая часть Т-70, Бронетанковый музей в Кубинке

Ходовая часть танка Т-70 в значительной степени была унаследована от его предшественника Т-60. Подвеска машины — индивидуальная торсионная без амортизаторов для каждого из 5 сплошных односкатных штампованных опорных катков малого диаметра (550 мм) с резиновыми бандажами по каждому борту. Напротив ближних к корме узлов подвески к бронекорпусу приваривались ограничители хода балансиров подвески с резиновыми буферами для смягчения ударов, для первого и третьего от лба машины узлов подвески роль ограничителей играли поддерживающие катки. Ведущие колёса цевочного зацепления со съёмными зубчатыми венцами располагались спереди, а унифицированные с опорными катками ленивцы с механизмом натяжения гусеницы — сзади. Верхняя ветвь гусеницы поддерживалась тремя малыми поддерживающими катками по каждому борту. К корпусу танка приклёпывались отбойники для предотвращения заклинивания гусеницы при движении танка со значительным креном на один из бортов. Гусеница мелкозвенчатая из 91 трака, ширина двухгребневого трака составляет 260 мм.
У модификации Т-70Б ходовая часть была изменена с целью её усиления, модифицированные узлы были несовместимы с аналогичными на исходном варианте Т-70. У Т-70Б ширина трака была увеличена до 300 мм, а шаг трака — до 111 мм. Как результат, число траков в гусенице было сокращено до 80 шт. Уширение трака потребовало соответствующего уширения опорных катков до 130 мм, а также усиления торсионов подвески — их диаметр был увеличен с 34 до 36 мм. У Т-70Б были дополнительно усилены поддерживающие катки, остановочные тормоза (уширены тормозные ленты вместе барабанами с 90 до 124 мм) и бортовые редукторы.

### Электрооборудование
Электропроводка в танке Т-70 была однопроводной, вторым проводом служил бронекорпус машины. Источниками электроэнергии (рабочее напряжение 12 В, на танках первых серий — 6 В) были генератор ГАЗ-27А с реле-регулятором РРА-44 или РРА-4574 мощностью 250 Вт и две последовательно соединённые аккумуляторные батареи марки 3-СТЭ-112 общей ёмкостью 112 А·ч. С августа 1942 года на командирские танки стали устанавливать более мощный 500-ваттный генератор ГТ-500С или ДСФ-500Т с реле-регуляторами РРК-37-500Т или РРК-ГТ-500С. Линейные танки получили унифицированный с Т-60 генератор Г-41 стандартной мощности с реле-регулятором РРА-364. Потребители электроэнергии включали в себя:
- наружное и внутреннее освещение машины, прибор подсветки прицельных шкал;
- наружный звуковой сигнал;
- средства связи — радиостанция и танковое переговорное устройство (или одностороннее трёхцветное светосигнальное устройство от командира к механику-водителю);
- электрика моторной группы — стартер СТ-40 или СТ-06, катушка зажигания, распределитель, свечи и т. д.[1]

### Средства связи
На линейных танках средствами внутренней односторонней связи от командира к механику-водителю служили трёхцветное светосигнальное устройство и внутреннее переговорное устройство ТПУ-2, средств внешней связи, за исключением флажков, не предусматривалось. На командирских танках в башне устанавливались радиостанция 9Р или 12РТ и внутреннее переговорное устройство ТПУ-2Ф.
Радиостанция 9Р представляла собой комплект из передатчика, приёмника и умформеров (одноякорных мотор-генераторов) для их питания, подсоединяемых к бортовой электросети напряжением 12 В. С технической точки зрения она являлась дуплексной ламповой коротковолновой радиостанцией выходной мощностью 20 Вт, работающей на передачу в диапазоне частот от 4 до 5,625 МГц (соответственно длины волн от 75 до 53,3 м), а на приём — от 3,75 до 6 МГц (длины волн от 80 до 50 м). Разный диапазон передатчика и приёмника объяснялся тем обстоятельством, что для двусторонней связи «танк — танк» предназначался диапазон 4—5,625 МГц, а расширенный диапазон приёмника использовался для односторонней связи «штаб — танк». На стоянке дальность связи в телефонном режиме (голосовой, амплитудная модуляция несущей) при отсутствии помех достигала 15—25 км, в движении она несколько уменьшалась. Телеграфный режим передачи информации у радиостанции 9Р отсутствовал. 12РТ являлась не танковой, а автомобильной радиостанцией и использовалась при нехватке 9Р; она имела несколько более широкий диапазон и телеграфный режим. При его использовании можно было получить бо́льшую дальность связи, когда информация передавалась телеграфным ключом азбукой Морзе или иной дискретной системой кодирования.
Танковое переговорное устройство ТПУ-2Ф позволяло вести переговоры между членами экипажа танка даже в сильно зашумленной обстановке и подключать шлемофонную гарнитуру (головные телефоны и ларингофоны) к радиостанции для внешней связи.

## Модификации

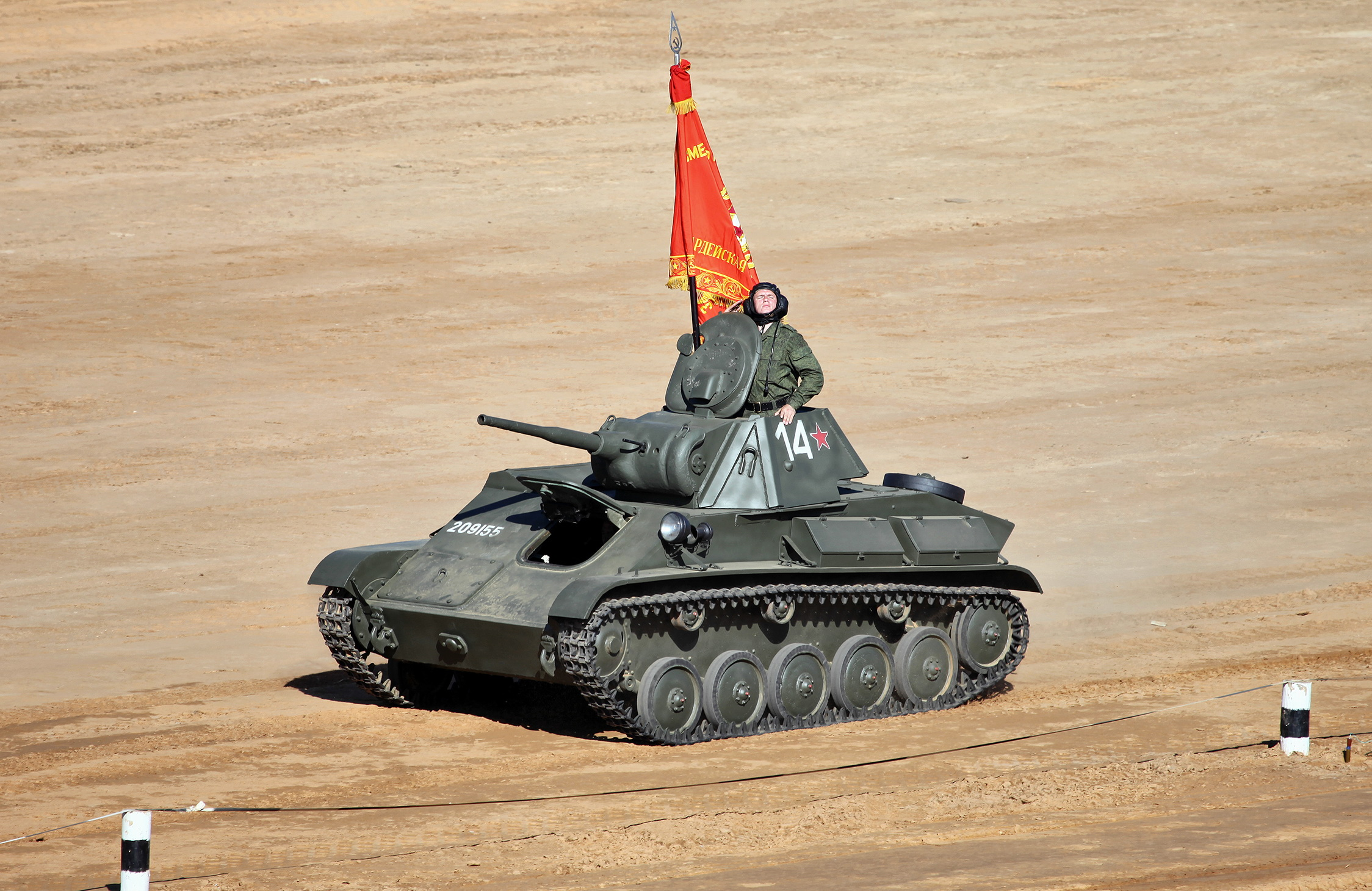
Восстановленный до ходового состояния Т-70 Бронетанкового музея в Кубинке на танковом биатлоне в Алабино в 2013 году.

### Серийные
Как было отмечено выше, лёгкий танк Т-70 выпускался в двух вариантах, идентичных по вооружению, броневой защите, моторной группе. Различия в основном касались устройства ходовой части.
- Т-70 — исходный вариант лёгкого танка непосредственной поддержки пехоты, масса 9,2 т, боекомплект 90 выстрелов;
- Т-70Б — усовершенствована ходовая часть: уширены гусеницы и опорные катки, усилены торсионы подвески. Боекомплект сокращён до 70 выстрелов, масса возросла до 9,8 т.

Разнотипность эксплуатировавшихся в войсках Т-70 (они были несовместимы по различающимся узлам конструкции, доработать Т-70 до Т-70Б также было невозможно) вызывала нарекания как представителей фронтовых частей, так и высшего командования страны.

### Опытные
Т-70 оказался подходящей базой для различного рода опытно-конструкторских работ. На опытных машинах исследовались вопросы улучшения эргономики и усиления вооружения базового варианта, прорабатывались образцы так называемых «зенитных танков» — мобильных средств ПВО танковых частей на основе шасси «семидесятки». В 1942—1943 гг. на базе Т-70 были разработаны, построены и испытаны следующие опытные танки:
- Т-70 с 37-мм пушкой Ш-37 — проект КБ завода № 37 под руководством Н. А. Попова. Эта опытная машина была построена летом 1942 года и отличалась от серийного танка только устройством башни и основным вооружением. В качестве последнего предусматривалась 37-мм автоматическая пушка конструкции Б. Г. Шпитального с углами возвышения от −4 до +77°, оснащённая телескопическим прицелом для стрельбы по наземным целям и коллиматорным прицелом К-8Т для стрельбы по воздушным целям. Боекомплект орудия составлял 200 выстрелов в 10 магазинах, на походе оно стопорилось двумя стойками на лобовой бронеплите танка. Пулемёт не предусматривался, башня по сравнению со штатной была существенно расширена. Тем не менее, проведённые в декабре 1942 года испытания показали, что эргономика боевого отделения оказалась неудовлетворительной, а потому на вооружение РККА и в серийное производство данная машина не принималась.

- Т-70 с 45-мм пушкой ВТ-42 — проект КБ ГАЗ и ОКБ № 172 1942—1943 гг. От базового варианта этот танк отличался только установкой новой более мощной 45-мм пушки ВТ-42 в штатной башне. Орудие ВТ-42 было разработано в ОКБ № 172 под руководством И. И. Иванова и по своей сути являлось танковым вариантом 45-мм противотанковой пушки обр. 1942 г. (М-42). От стандартной пушки 20-К ВТ-42 отличалась более длинным стволом (длина 68,6 калибра), конструкцией противооткатных устройств и горизонтальным расположением клинового затвора. В 1943 году было изготовлено два опытных образца Т-70 с пушкой ВТ-42, которые успешно выдержали испытания, но к моменту их завершения сам Т-70 был снят с производства. Поэтому было решено продолжить работы по установке пушки ВТ-42 в лёгкий танк Т-80.

- Т-70 с двухместной башней — проект КБ ГАЗ под руководством Н. А. Астрова, вторая половина 1942 года. С целью улучшения эргономики и уменьшения функциональной нагрузки на командира «семидесятки» конструкция башни была переработана, чтобы разместить в ней заряжающего. Чтобы сохранить характеристики подвижности при возросшей массе, двигательная установка была форсирована. Суммарную мощность «спарки» ГАЗ-203Ф довели до 170 л. с. (125 кВт) при 3600 об/мин за счёт повышения степени сжатия и коэффициента наполнения цилиндров. Усовершенствованная «спарка» могла также устанавливаться на серийные Т-70. Опытный образец изготовили к 27 сентября 1942 года и завершили его испытания 2 октября. По их результатам конструкция была пересмотрена в сторону усиления узлов ходовой части, утолщения бортовой брони и увеличения максимального угла возвышения пушки до +65°, для чего пришлось заново изготовить башню. Получившийся прототип получил обозначение 0-80, был успешно испытан в декабре 1942 года и принят на вооружение РККА под названием Т-80. Двухместную башню рекомендовали и для оснащения Т-70, но этого так и не было сделано.

- Т-70-З — проект зенитного танка КБ завода № 37 под руководством Н. А. Попова. От серийного Т-70 эта машина оснащалась переделанной башней, куда устанавливались два крупнокалиберных 12,7-мм пулемёта ДШК с углом возвышения до +85°. Вместе с аналогичным по назначению зенитным танком Т-90 Т-70-З участвовал в сравнительных испытаниях в декабре 1942 года, которые не выдержал из-за неуравновешенности качающейся части оружейной установки. Этот недостаток исключал ведение прицельного огня как по наземным, так и по воздушным целям.

- Т-90 — проект зенитного танка КБ ГАЗ под руководством Н. А. Астрова, большую роль в создании машины сыграли инженеры Василевский и Маклаков. От серийного Т-70Б эта машина оснащалась переделанной башней, куда устанавливались два крупнокалиберных 12,7-мм пулемёта ДШК с углом возвышения до +85°. Предварительные испытания Т-90 прошёл с 12 по 18 ноября 1942 года, а с 5 по 12 декабря выдержал сравнительные испытания с танком Т-70-З. По сравнению с ним лучшая конструкция установки пулемётов позволила вести прицельный огонь по воздушным и наземным целям. Однако был отмечен и ряд недостатков — функциональная перегруженность командира машины, низкая скорость горизонтальной наводки и задержки пулемётов при стрельбе. При их устранении Т-90 рекомендовался к принятию на вооружение РККА, но впоследствии к этому классу машин сменились тактико-технические требования, и все работы по доводке Т-90 были прекращены.

Помимо совершенствования конструкции танка в целом, велись опытные работы по улучшению его отдельных узлов и агрегатов. Интересным техническим решением, позволяющим несколько снизить функциональную перегруженность командира, было опробование кассетного заряжания 45-мм пушки. В одной кассете к орудию размещалось три бронебойных унитарных патрона, которые автоматически перезаряжались после выстрела, а время смены кассеты не превышало времени перезарядки штатного орудия. Испытания устройства кассетного заряжания прошли успешно, но его внедрение требовало переделки конструкции пушки, что было сочтено неприемлемым для серийного производства.

### Машины на базе Т-70

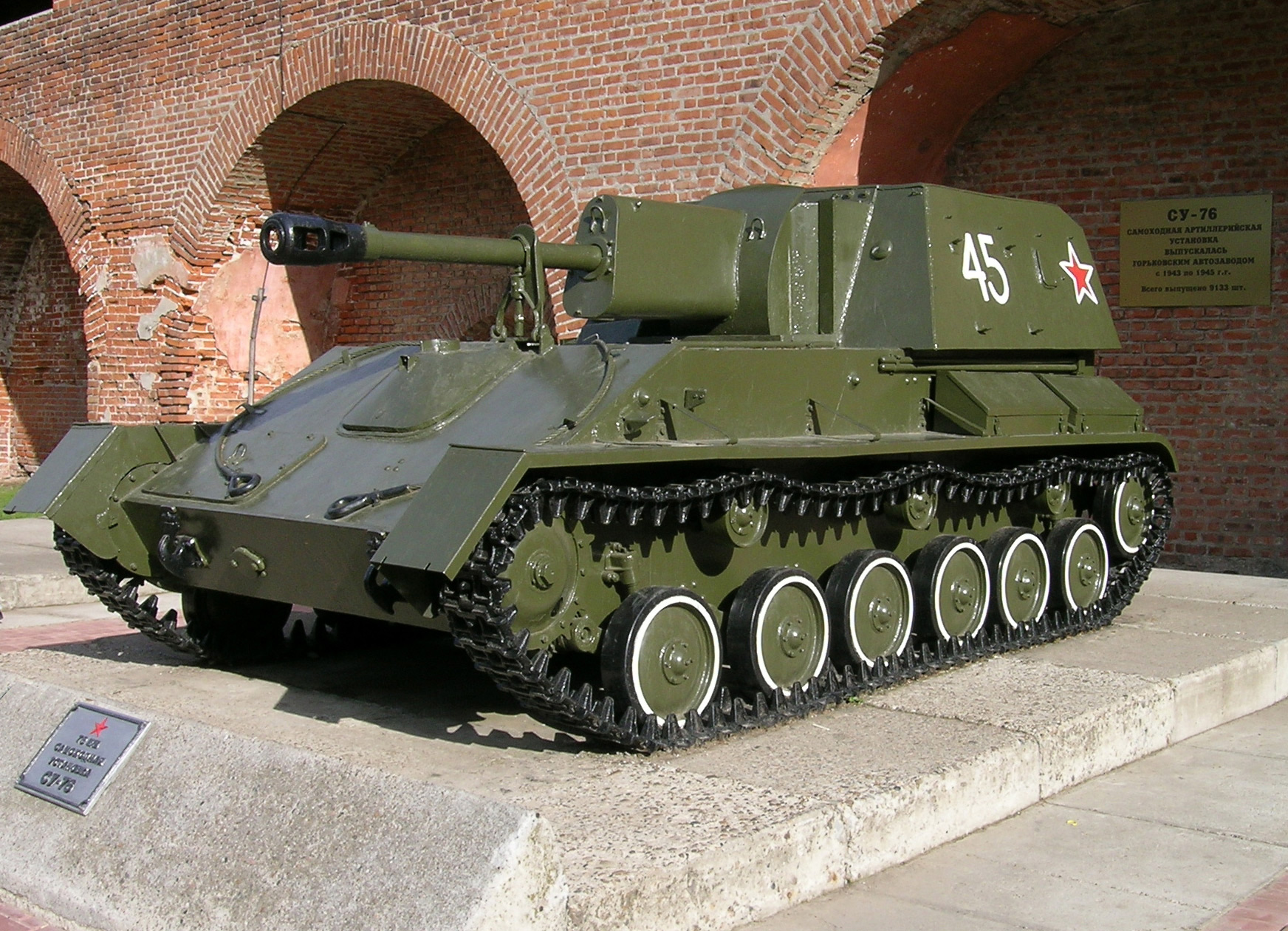
Самоходно-артиллерийская установка СУ-76М

Удлинённая ходовая часть танка Т-70Б послужила базой для самоходно-артиллерийской установки непосредственной поддержки пехоты СУ-76, вооружённой широко распространённой и популярной в РККА 76-мм дивизионной пушкой ЗИС-3. Поскольку разместить габаритное боевое отделение на исходном варианте Т-70 оказалось невозможным по компоновочным соображениям, его базу удлинили с добавлением шестого опорного катка на борт. Для высвобождения места в корме машины также потребовалось перекомпоновать внутренние узлы и агрегаты (радиаторы, топливные баки). После постройки нескольких опытных образцов, варьирующихся частными конструктивными решениями, в конце 1942 года САУ на базе танка Т-70Б была запущена в серийное производство под индексом СУ-76. В дальнейшем эта боевая машина стала совершенствоваться независимо — в начале 1943 года появилась модификация СУ-76М с устранёнными недостатками моторно-трансмиссионной группы, а в конце 1944 года — зенитная самоходная установка ЗСУ-37 на её базе. В их серийном выпуске 1944—1945 гг. широко использовались узлы и агрегаты Т-70Б, который к тому времени был уже снят с производства.

## Организационно-штатная структура
Т-70 использовались в штатном составе различных частей и подразделений Красной армии. 31 июля 1942 года Народный комиссариат обороны (НКО) утвердил штат отдельной танковой бригады № 010/270 двухбатальонного состава. 1-й батальон вооружался исключительно средними Т-34 (21 танк), а 2-й батальон имел смешанную материальную часть: одну роту средних танков (10 Т-34) и две роты лёгких танков (по 10 Т-70 в каждой), плюс ещё один Т-70 в командовании батальона. Таким образом, общая численность бригады составляла 32 Т-34 и 21 Т-70. По штату № 010/270 существовали как отдельные бригады такого состава, так и бригады в составе танковых корпусов. До введения этого штата как минимум две отдельные танковые бригады (157-я и 162-я, сформированные в Муроме в первой половине 1942 года) были полностью укомплектованы только лёгкими танками Т-70 в количестве 65 машин, но ещё до вступления в бой их перевели на штат № 010/270.
В сентябре 1942 года утверждается штат отдельного танкового полка № 010/292, в котором этой части полагалась рота лёгких танков в составе 16 Т-70 (остальные машины — 23 Т-34). Танковые полки штата № 010/292 могли быть как отдельными, так и входить в состав механизированных бригад. 3 сентября 1942 года был утверждён штат № 010/289 бронебатальона в составе двух рот бронеавтомобилей БА-64 и одной роты из семи лёгких танков Т-70. Первоначально бронебатальоны штата № 010/289 принадлежали резерву Ставки Верховного Главнокомандования, но затем использовались как приданные разведывательные подразделения механизированных и танковых корпусов РККА.
После завершения серийного производства лёгких танков Т-70, в ноябре 1943 года был принят новый штат танковой бригады (а в марте 1944 года — и танкового полка), в котором все машины этих подразделений были только Т-34. По мере выбывания оставшихся Т-60 и Т-70 на эти штаты постепенно были переведены все танковые бригады и полки РККА. Однако небольшое количество Т-70 воевало до самого конца войны в самых разнообразных частях Красной армии в качестве разведывательных танков, бронированных тягачей буксируемых орудий и командирских машин лёгких самоходно-артиллерийских полков, вооружённых СУ-76.

## Эксплуатация и боевое применение

### СССР

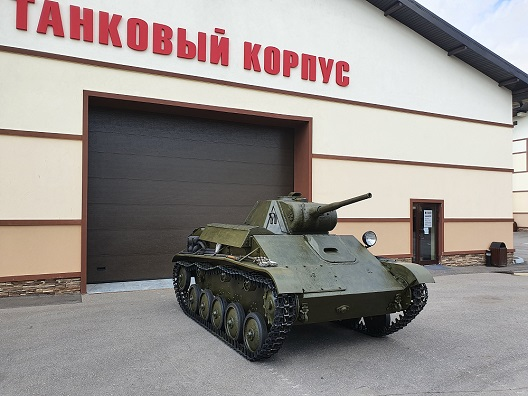
Отреставрированный танк Т-70 в Музее отечественной военной истории в Падиково

Впервые в бой Т-70 пошли летом 1942 года, на Юго-Западном направлении. 4-й танковый корпус 21-й армии Юго-Западного фронта по состоянию на 26 июня имел 30 Т-70 из 145 танков в своём составе, но после начала немецкого наступления 28 июня они были все быстро потеряны — к 7 июля их уже не осталось. Сразу же танкистам Красной армии пришлось убедиться в невысокой боевой эффективности машины как против вражеской бронетехники, так и при поддержке своей пехоты. «Семидесятка» не могла бороться с наиболее распространёнными немецкими танками PzKpfw III и PzKpfw IV, а также САУ StuG III во встречном бою, а в качестве танка непосредственной поддержки пехоты у неё была недостаточной броневая защита. На поле боя всё чаще встречались 75-мм противотанковые пушки Pak 40, которые могли успешно поразить Т-70 первым снарядом с любых дистанций и ракурсов боя. Некоторой защитой служили только небольшие размеры и неплохая подвижность Т-70. По этой причине Т-70, как правило, использовались в разведывательных ротах танковых бригад.
Тем не менее, безответной мишенью он не был, советские документы военного времени содержат немало примеров успешных действий «семидесяток». Выдержка из журнала боевых действий 150-й танковой бригады (Воронежский фронт, 40-я армия) за 3—24 января 1943 года в районе Урыв свидетельствует:

Старший лейтенант Захарченко и механик-водитель старший сержант Кривко, отражая контратаки танков и израсходовав снаряды, со всей своей ротой Т-70 пошли на таран немецких танков. Захарченко сам лично протаранил 2 танка и взял в плен командира и начальника штаба 100-го танкового батальона особого назначения.

Та же бригада в ходе Льговской операции снова отличилась в январе 1943 года у населённого пункта Семёновский:

Капитан Дьяченко двумя Т-70 захватил 4 орудия и 32 пленных, а 8 человек орудийной прислуги уничтожил. Со своей стороны потерь не имел.

Все танки Т-70 28-й гвардейской танковой бригады 39-й армии были именными. Среди их названий были «Варяг», «Тайфун», «Гранаты», «Рахматуллин» и др. Бригада участвовала в боях 13—15 августа 1943 года у деревни Понизовье и уничтожила до 300 человек, 6 противотанковых орудий, 4 ДЗОТа, 3 пулемёта, 1 САУ и 2 автомобиля. Потери бригады были также тяжёлыми — 25 Т-34 и 8 Т-70. Авторы статьи во «Фронтовой иллюстрации» М. Коломиец и М. Свирин отдельно отмечают, что, благодаря применению Т-70 в лесисто-болотистой местности и меньшим размерам по сравнению с Т-34, первые несли значительно меньшие потери при равной с последними интенсивности боевого применения.
Танки Т-70 достаточно успешно проявили себя в ходе рейда 24 танкового корпуса на станицу Тацинскую.
Апогеем боевого применения «семидесятки» стала Курская битва. Т-70 составляли значительную часть советского танкового парка — из 1487 (вечер 4 июля 1943 года) танков Центрального фронта 369 (около 22 %) были именно «семидесятками». В ходе начавшегося рано утром 5 июля 1943 года сражения Т-70, как и все остальные типы советских и поставленных по ленд-лизу танков, понесли тяжёлые потери. Во встречном танковом бою Т-70 поражался без проблем, но интересным является тот факт, что процент безвозвратных потерь у бензиновых «семидесяток» оказался ниже, чем у дизельных и лучше бронированных «тридцатьчетвёрок». В частности, в знаменитом бою у Прохоровки 12 июля среди других частей участвовали 212 танков и САУ 29-го танкового корпуса 5-й гвардейской танковой армии. Из них 122 были Т-34, 70 — Т-70 и 20 — САУ. Подсчёт потерь после боя показал, что противник вывел из строя 95 Т-34, 35 Т-70 и 19 САУ. Безвозвратные потери составили 75 Т-34 (60 % от общего числа выведенных из строя машин данного типа), 28 (40 %) Т-70 и 14 (74 %) САУ. Число уцелевших и пригодных для ремонта (42 единицы из 70, 60 %) Т-70 было существенно больше, чем у Т-34 (47 из 122, 39 %).
После прекращения выпуска в октябре 1943 года Т-70 начали стремительно исчезать из советских частей, а уже в 1944 году их осталось совсем немного. Чаще всего они использовались как учебные или как командирские машины в подразделениях самоходной артиллерии, вооружённых СУ-76М. Например, по состоянию на 10 мая 1945 года в танковых частях 2-го Украинского фронта насчитывалось девять Т-70 из общего числа в 381 танк и САУ.
На 1 января 1944 года в РККА числилось 2508 Т-70 и Т-70Б, из которых 1284 находились непосредственно на фронте, а на 1 января 1945 — 1754 и 272 танка соответственно.
Интересным фактом уже «после жизни» Т-70 являлось констатация ОГК НКТП РККА их эффективности при ведении боя в городах. При проработке технического задания на лёгкий танк, соответствующий требованиям 1944 года, отмечалось, что опыт боевых действий в городах показал хорошую выживаемость «семидесятки». Хорошая манёвренность и небольшие размеры затрудняли ведение огня из фаустпатронов и метание гранат противником по ним, лёгкий танк выглядел лучше при проникновении в узкие места, его было легче эвакуировать при повреждении.
Несмотря на вывод лёгких танков из боевых частей, по состоянию на 1 января 1946 года на вооружении РККА всё ещё числились 1502 танка Т-70. Однако эксплуатация Т-70 завершилась уже в первые послевоенные годы, когда в середине 1946 года было принято решение выводимые в капитальный ремонт танки отправлять на слом, со снятием с них работоспособных двигателей и других агрегатов и использованием их для поддержания парка САУ СУ-76М.

### Другие страны
Некоторое количество Т-70 имелось в составе частей Войска Польского (53 танка) и чехословацкой армии (10 танков), сформированных в СССР. По состоянию на май 1945 года 12 Т-70Б числились на вооружении 1-го Варшавского отдельного разведывательного мотострелкового батальона, ещё некоторое количество машин этого типа имелось в распоряжении 3-го учебного танкового полка. Всего на вооружении Войска Польского на 16 июля 1945 года числился 41 танк Т-70Б. Ещё 11 Т-70 были в 1946—1947 годах переданы СССР Войску Польскому и Министерству общественной безопасности Польши по их заявке. Тем не менее, в ходе послевоенной реорганизации польской армии в 1945—1948 годах Т-70 были сочтены не подходящими для использования даже в качестве учебных и полностью сняты с вооружения не позднее 1949 года; как и в СССР, снятые с них агрегаты были использованы для поддержания парка СУ-76М.
Захваченные вермахтом «семидесятки» были приняты на его вооружение как Panzerkampfwagen T70(r). По оценкам М. Свирина и М. Коломийца, их было не больше 50 машин, чаще всего они использовались в пехотных дивизиях и в полиции (Ordnungspolizei). В 5-й и 12-й полицейских танковых ротах (Polizeipanzerkompanie) трофейные Т-70 прослужили до конца 1944 года. Значительное число «семидесяток» со снятыми башнями использовалось в качестве бронированных тягачей противотанковых пушек Pak 38 и Pak 40.

## Отзывы о Т-70

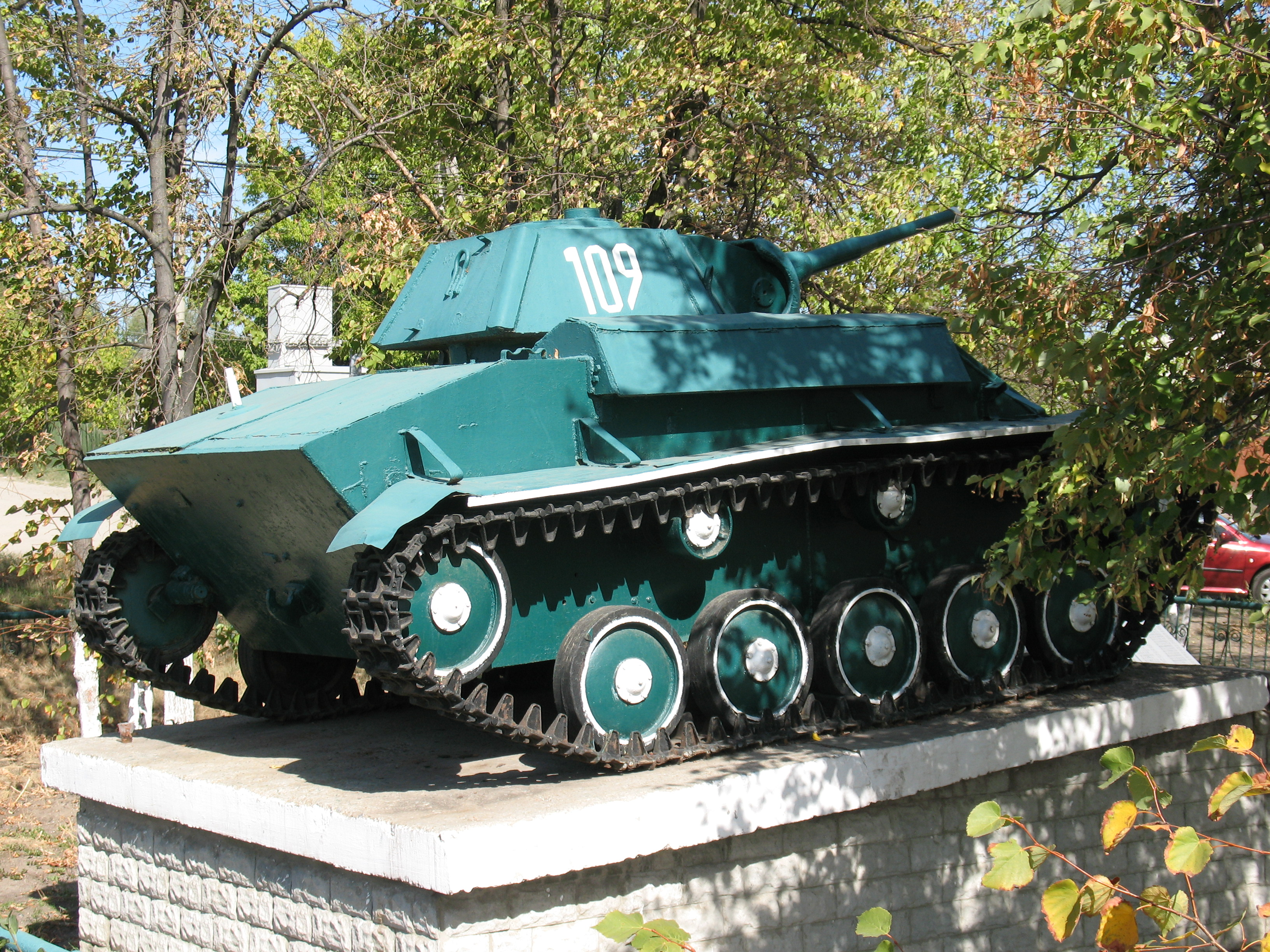
Вид справа

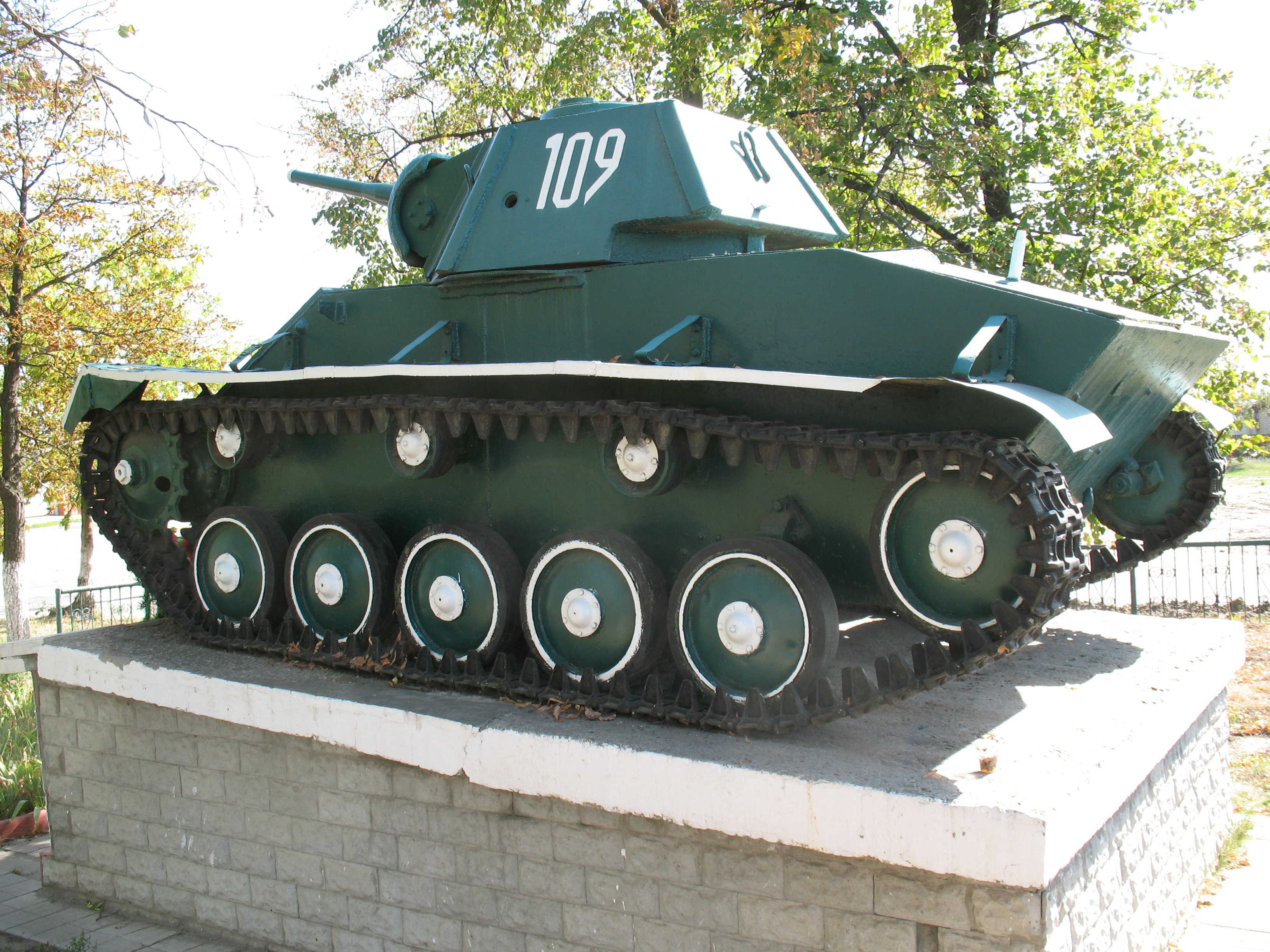
Вид слева

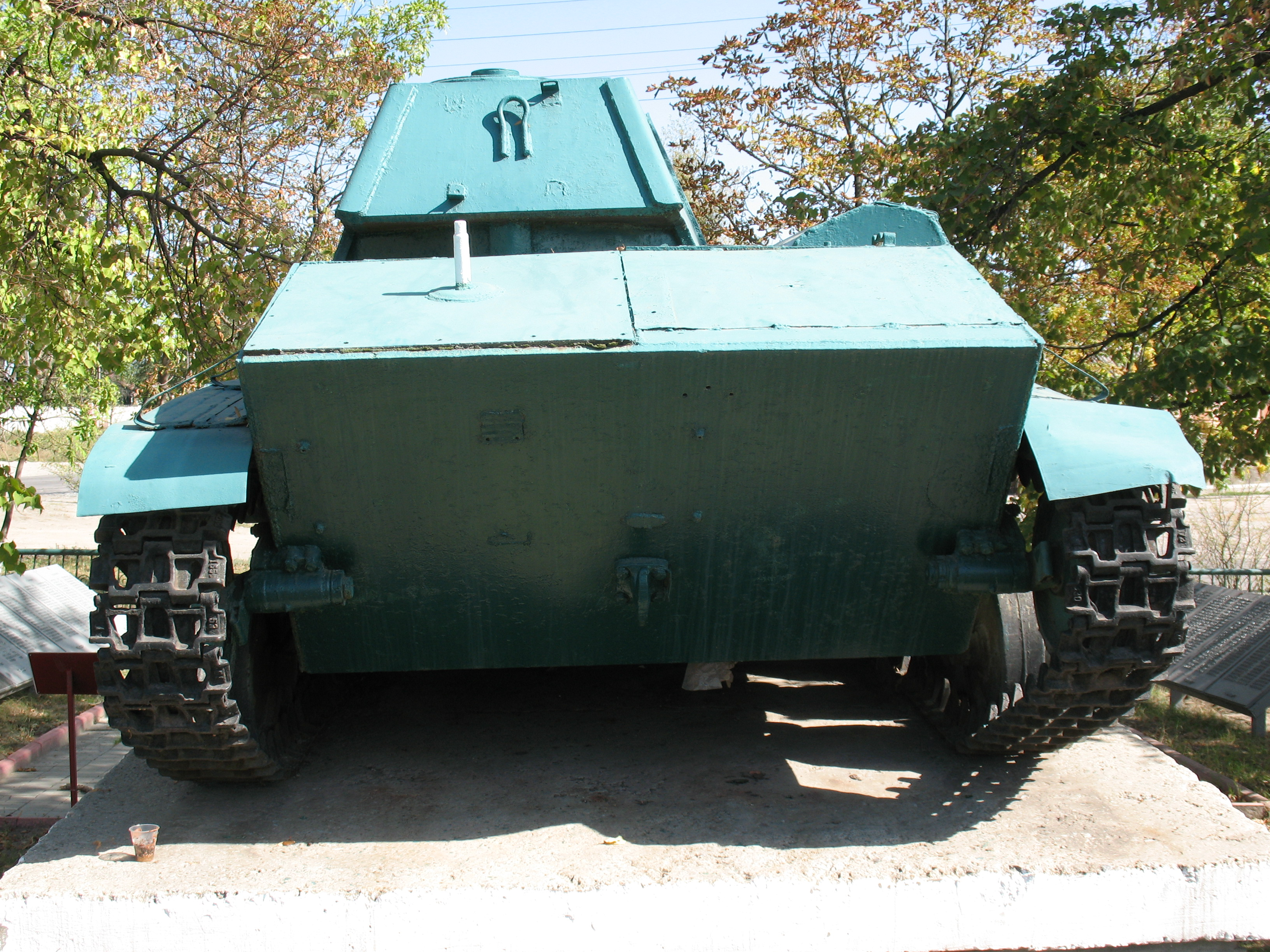
Вид сзади (танк несимметричен)

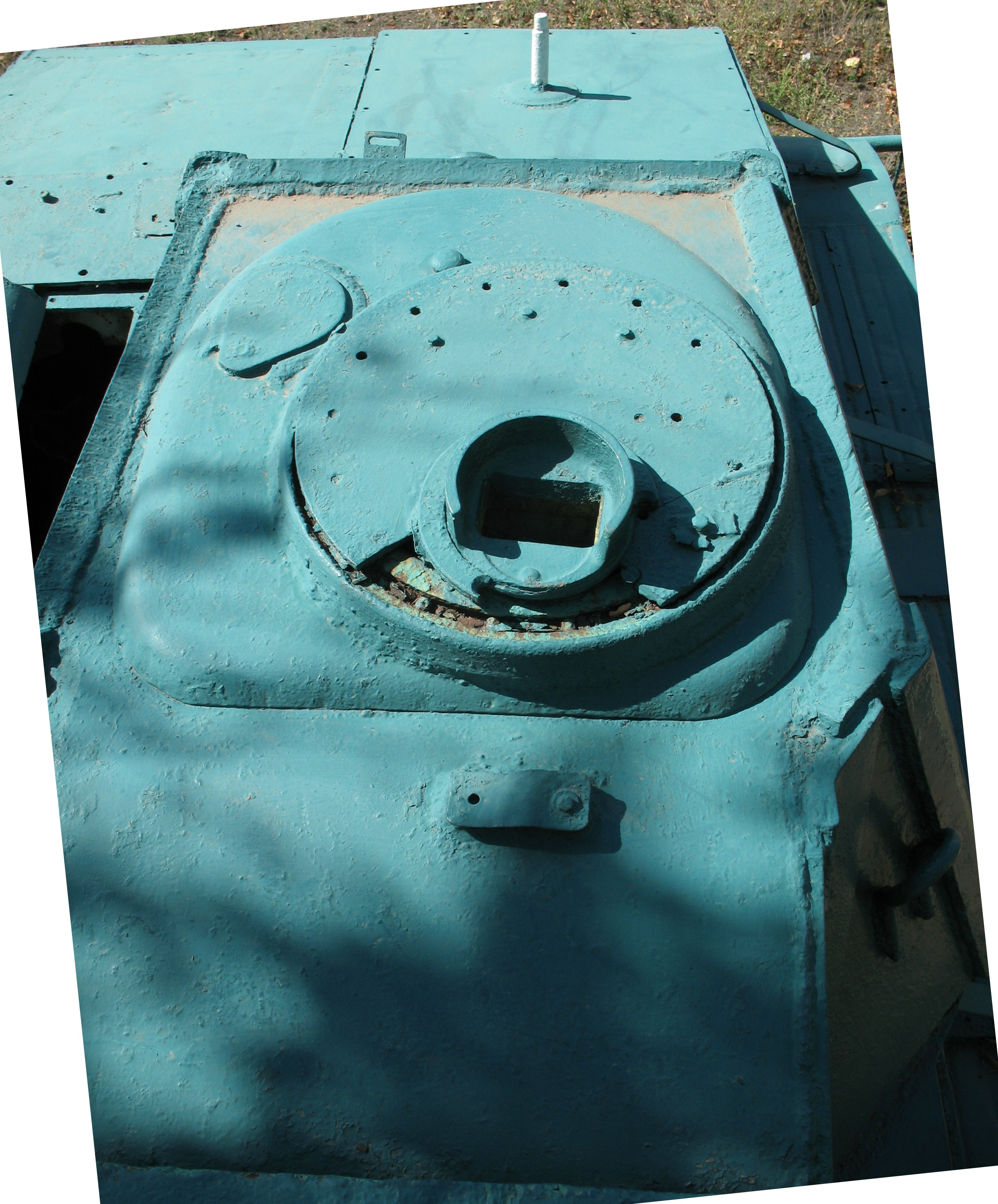
Вид сверху

- Командир 1-го танкового корпуса генерал-майор М. Е. Катуков во время приёма у И. В. Сталина[2]:

Лёгкий танк Т-70 имеет более солидную броневую защиту (имелось в виду по сравнению с Т-60), вооружён 45-мм пушкой, на нём установлены два автомобильных двигателя. Но он только начал поступать на вооружение и пока себя ничем особенным не проявил. Одна канитель с ними, товарищ Сталин.

- Документ 227-й пехотной дивизии вермахта от 17 июля 1942 года[2]:

Сведения о новом русском танке Т-70.
{… далее следует подробное и правильное перечисление ТТХ …}
Т-70 будто бы введён вместо Т-60. О бронировании ещё не имеется точных данных (имеющиеся до сего времени показания пленных определяют толщину лобовой и башенной брони в 35—45 мм, кормовой и бортовой от 10 до 15 мм). Необходимо установить толщины брони у захваченного танка Т-70 и эти данные, равно как и данные о местонахождении танка, срочно донести.

- Письмо от командующего 5-й гвардейской танковой армией П. Ротмистрова Г. К. Жукову от 30 августа 1943 года[2]:

Танки Т-70 просто нельзя стало допускать к танковому бою, так как они более чем легко уничтожаются огнём немецких танков…

- Доклад генерал-лейтенанта танковых войск С. Богданова в ГАБТУ от 25 сентября 1943 года[2]:

Танк Т-70 ввиду своей высокой подвижности как нельзя лучше соответствует задаче преследования отступающего противника…
В отличие от Т-34 и КВ, танк указанного типа обладает малой шумностью (звук танка не превышает звука автомобиля) даже в движении на самых высоких оборотах, что вкупе с малыми размерами самого танка, позволяет подразделениям на Т-70 подбираться практически вплотную к противнику, не вызывая у него преждевременной паники…
Если немецкие артиллеристы могут вести огонь по танку Т-34 с расстояния 800—1200 м, то малые размеры Т-70 на местности снижают эту дистанцию до 500—600 м. Малый вес танка облегчает его транспортирование как к линии фронта, так и во время эвакуации подбитых танков в тыл. Танки Т-70 проще в освоении и управлении малоподготовленными водителями, подлежат ремонту в полевых условиях…
Все имеющиеся случаи больших потерь подразделений танков Т-70 объясняются большей частью неграмотным применением, но не конструктивными недостатками самого танка.
Считаю решение о прекращении производства танка Т-70 преждевременным. Выпуск танка следует сохранить, усилив его вооружение за счёт перехода к 45-мм пушке обр. 1942 года или полковой пушке обр. 1943 года.

- Воспоминания ветерана М. Соломина[24]:

Я был тогда в танковой армии у Рыбалко в 55-й бригаде и воевал на лёгком танке Т-70 — «семидесятке». Да я тебе уж рассказывал! Как мне этот танк? Да могила на гусеницах, впрочем, как и любой другой. И Т-34 ничем не лучше, и ИС горел не хуже всех их. Хотя у Т-70, как и у любого другого, были свои плюсы. Он был маленький по размерам, тихий на ходу (не громче грузовой машины), вёрткий и проходимый. Так что любить его было за что. Но броня с боков всё же тонкая, и пушчонка-сорокапятка тоже слабенькая, особенно против тяжёлых танков.

## Оценка проекта

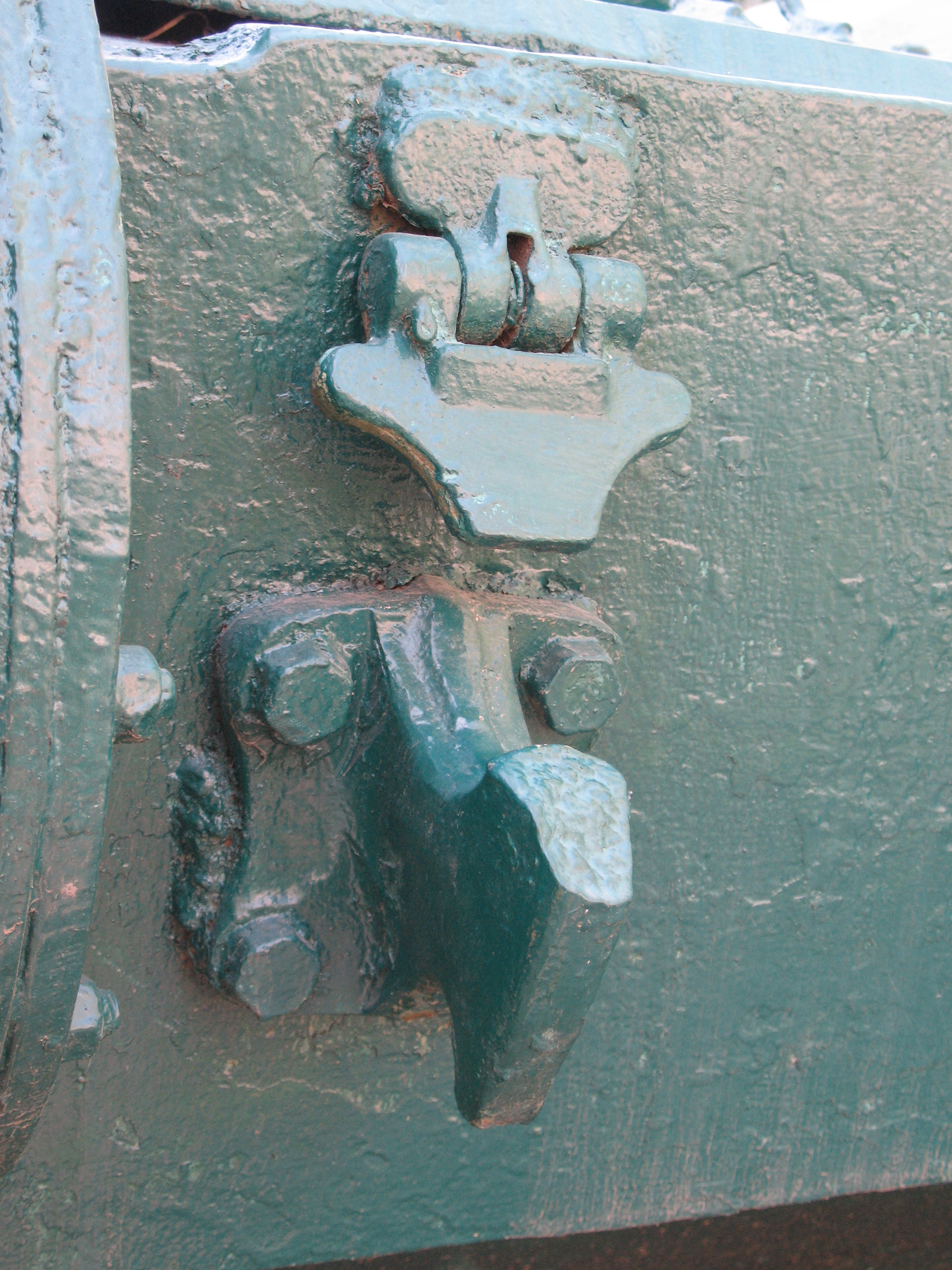
Буксирный крюк передний

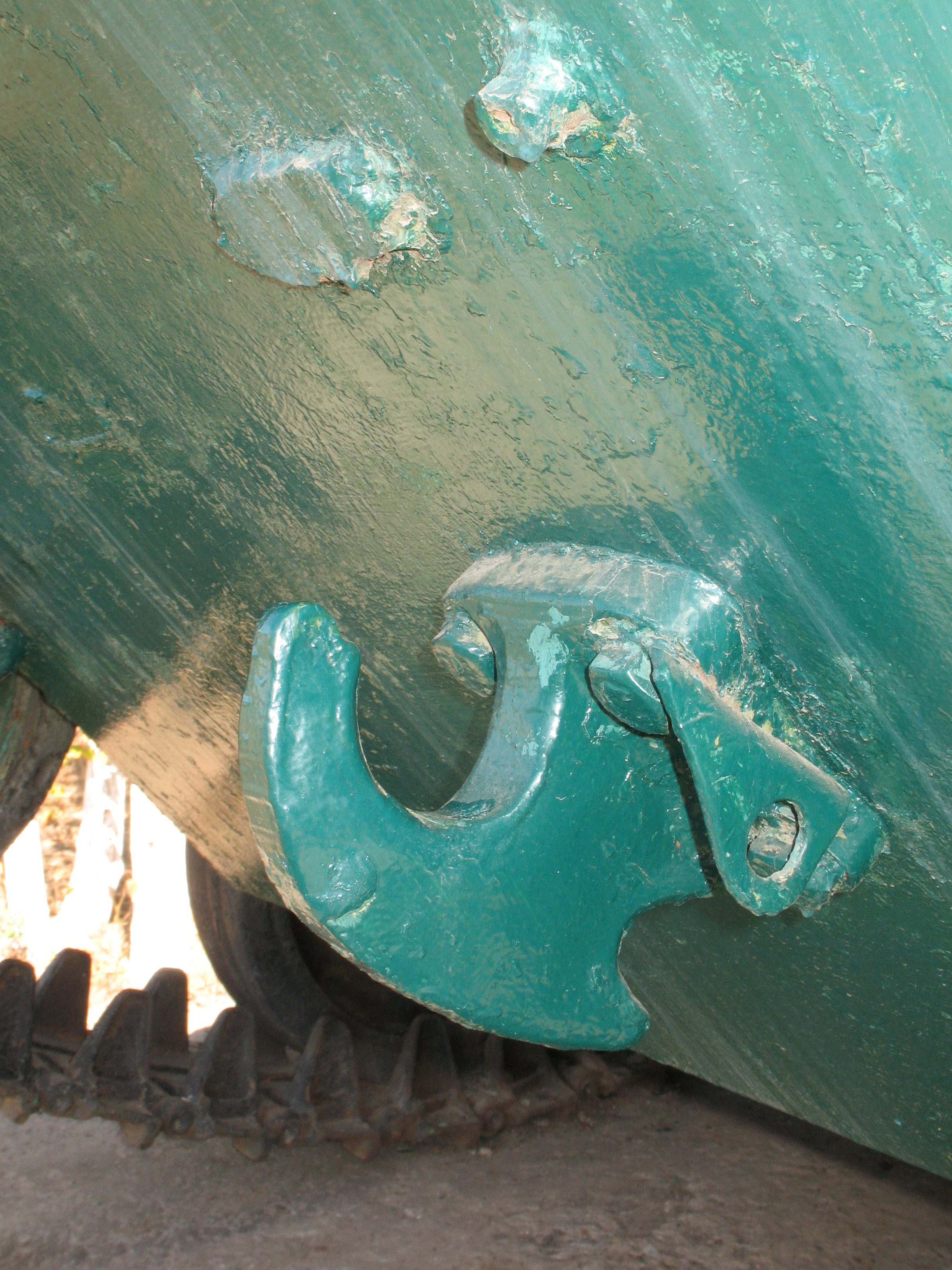
Буксирный крюк задний

Лёгкий танк Т-70

В предыдущем разделе отзывы о лёгком танке Т-70 уже дают значительную часть оценки этой машины, но помимо этого существует ряд достойных внимания обстоятельств. Основной идеей «семидесятки», создававшейся в экстремальных условиях военного времени, было получение максимальной технологичности и надёжности конструкции, созданной на базе агрегатов массовых армейских автомобилей, с усилением вооружения и бронирования до уровня, адекватного противотанковой артиллерии противника и защите его танков. Как результат такого подхода, объёмы производства Т-70 на неспециализированных предприятиях оказались весьма высокими, сам танк лучшим по надёжности в сравнении с Т-34 или КВ-1 выпуска 1942 года, но ценой за эти достоинства стали небольшой потенциал дальнейшего развития конструкции и функциональная перегруженность командира машины. Попытка преодолеть наиболее серьёзный второй недостаток натолкнулась на «подводные камни» первого. Хотя трёхместный усовершенствованный вариант Т-70 был построен, принят на вооружение РККА под маркой Т-80 и даже запущен в серию, недостаточная мощность силовой установки ГАЗ-203 заставила конструкторов её форсировать со значительным снижением надёжности, что практически сразу же привело к рекламациям из войск. В лице своего «наследника» Т-80 «семидесятка» фактически имела задействованными последние резервы своей конструкции. Главное преимущество вышеупомянутого подхода к созданию лёгких танков исчезло в результате неизбежного роста требований к боевым свойствам танка. В то же время к 1943 году производство Т-34 было оптимизировано с целью снижения стоимости, а их качество уже стало считаться удовлетворительным.
Вторым фактором, который оказал негативное влияние на оценку Т-70, стало быстрое развитие немецкой танковой и противотанковой артиллерии. Появление на поле боя в больших количествах Т-34 потребовало от немцев качественного усиления своих пушек. В течение 1942 года вермахт получил большое количество 50-мм и 75-мм противотанковых орудий, танков и САУ, вооружённых длинноствольными 75-мм пушками. 75-мм длинноствольные пушки не имели проблем в поражении Т-70 на любых ракурсах и дистанциях боя; борта последнего были уязвимы и для артиллерии меньших калибров, вплоть до устаревшей 37-мм пушки Pak 35/36. В результате в открытом танковом бою «семидесятка» шансов уже не имела, да и при прорыве обороны, подготовленной в противотанковом отношении, подразделения Т-70 были обречены на высокие потери.

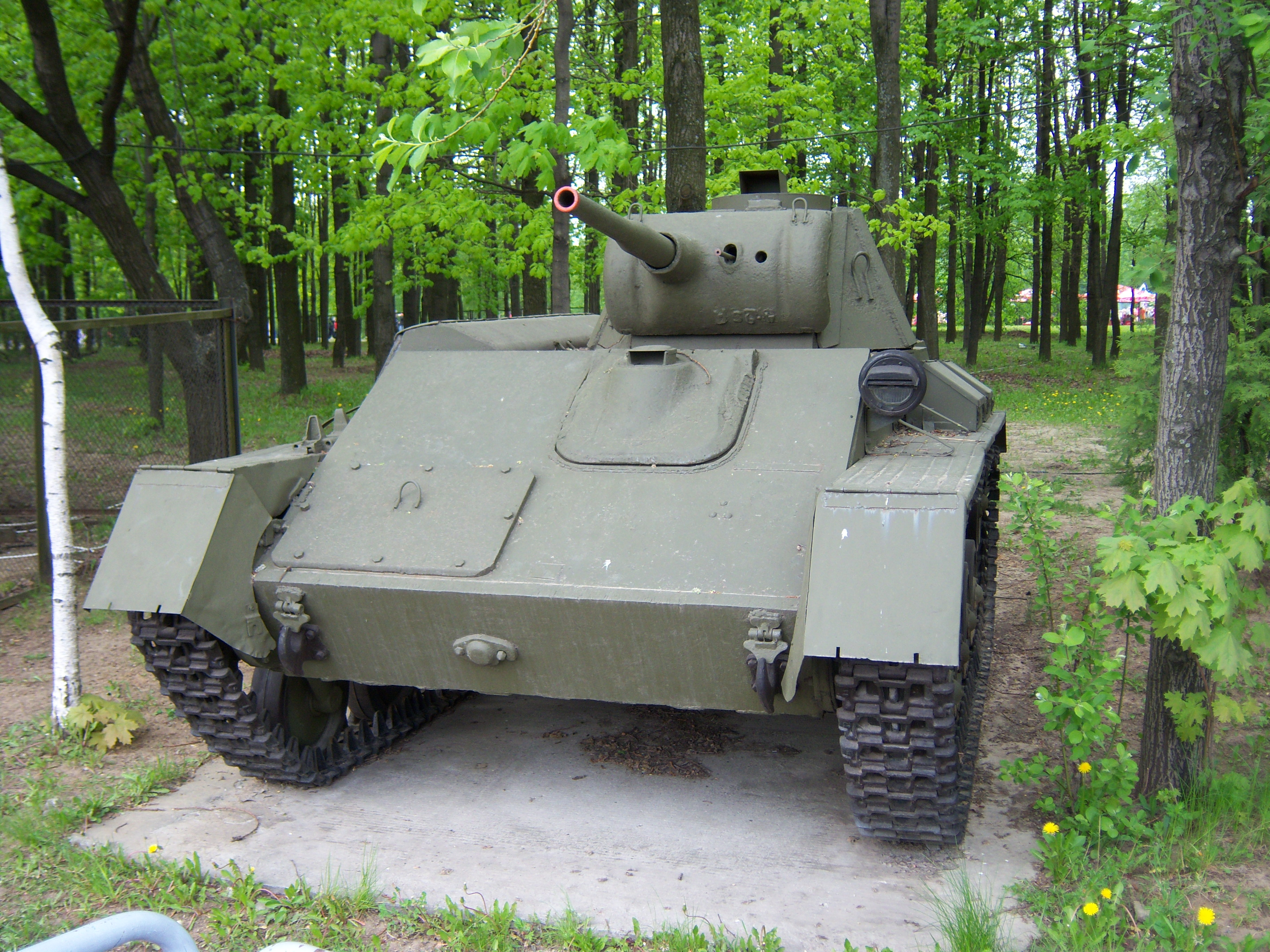
В московском ЦМ ВОВ

По этим причинам Т-70 заработал себе нелестную репутацию. Однако даже в условиях наличия у противника противотанковых средств, способных успешно поражать Т-70, он был вполне боеспособен при правильном применении подразделений таких танков. К такому применению относились: преследование отступающих сил противника, инфильтрация и дерзкие рейды по тылам противника, разведка. Во всех перечисленных видах действий подразделений Т-70 атака бронетанковых сил врага должна была вестись преимущественно из засад. Этому только способствовали малые размеры и малошумность «семидесятки». Известен факт поражения двух танков «Пантера» одним Т-70 (командир Г. И. Пегов, 3-я Гвардейская танковая армия) из засады, что только подтверждает боеспособность танка даже в условиях 1944—1945 гг.
Используя эти преимущества, один Т-70 55-й бригады под командованием М. Соломина сумел выполнить поставленную задачу по атаке опорного пункта противника, тогда как при предыдущей атаке было потеряно 6 Т-34 и 2 M3 «Грант».

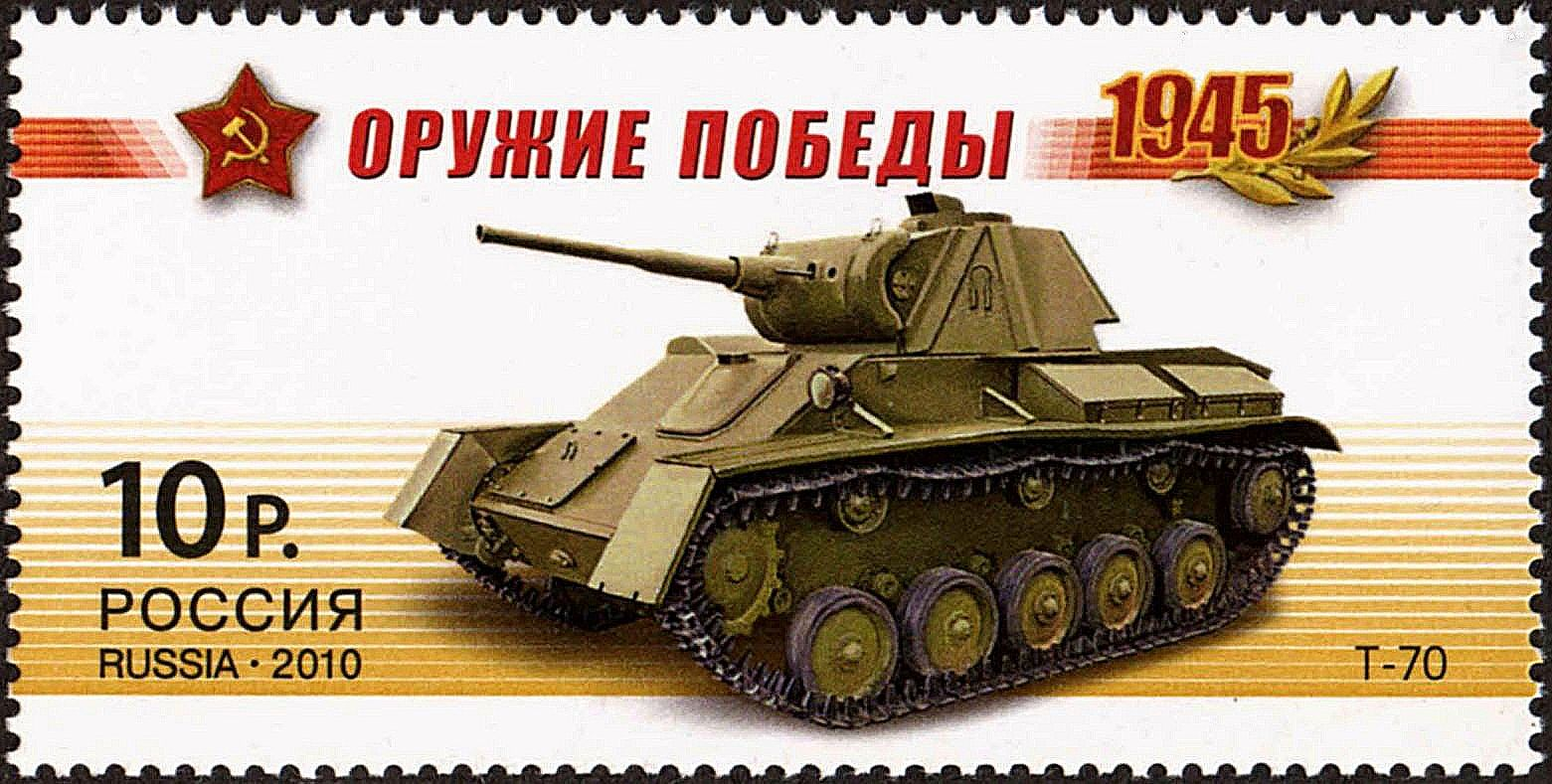
Советский лёгкий танк Т-70 на почтовой марке

Однако так раскрыть возможности Т-70 могли только опытные и тактически грамотные командиры бронетанковых частей. Кроме того, независимо от намерений и планов командования, тактическая «наступательная однобокость» подразделений лёгких танков была потенциально опасна высокими потерями и разгромом при быстрых изменениях обстановки в результате адекватных мер со стороны противника. Вообще, опыт Второй мировой войны окончательно показал, что в условиях резкого роста могущества противотанковой обороны лёгкий танк принципиально непригоден в качестве основы материальной части танковых соединений, и тактическая роль его весьма узка. К настоящему времени это положение не изменилось. Процент безвозвратных потерь «семидесяток» среди выведенных врагом из строя советских танков был ниже по сравнению с Т-34 — согласно фронтовым отчётам, детонация боекомплекта у Т-70 была редким явлением. Подбитые Т-70 было легче эвакуировать в тыл, и многие из них поддавались ремонту в полевых условиях.

### Зарубежные аналоги
В сравнении с другими лёгкими танками массы порядка 9—11 т (например, немецкий PzKpfw II, японский «Ха-Го») Т-70 имел лучшую бронезащиту, более мощное вооружение, но значительно уступал в плане рационального распределения обязанностей между членами экипажа. По качеству средств наблюдения и связи Т-70 также уступал немецкому танку. Однако все эти машины на момент создания Т-70 оценивались как устаревшие.
По своим тактико-техническим характеристикам Т-70 был вполне на уровне с более тяжёлым по массе американским лёгким танком M3 (M5) «Стюарт», разработанным приблизительно в то же время и поставлявшимся в РККА по ленд-лизу. Т-70 приблизительно равноценен американскому танку по защите лобовой проекции и вооружению (с лучшим осколочным действием снаряда 45-мм пушки), уступая ему в скорости, но значительно выигрывая в запасе хода и технической надёжности.
Эргономику обеих машин трудно признать удачной. У Т-70 командир был функционально перегружен, но не был стеснён объёмом боевого отделения. У «Стюарта» в башне находилось два человека (и ещё двое в отделении управления — с функциональной точки зрения всё было в порядке), но сама башня (в особенности с подбашенной корзиной) была очень тесной. На M3 «Стюарт» использовались авиационный двигатель и специальная трансмиссия. Кроме того, «Стюарт» по массе тяжелее Т-70 и обычно относится к категории «лёгко-средних» танков, поэтому его прямое сравнение с другими лёгкими танками, как и с Т-70, не совсем корректно. Также Т-70 близок по характеристикам вооружения и бронирования ранним PzKpfw III и поздним БТ, но они уже относятся к другой массогабаритной категории, «лёгко-средним» танкам по классификации британского историка Ричарда Огоркевича, поэтому прямое их сравнение является неправомерным.

## Сохранившиеся экземпляры
Т-70 и Т-70Б в достаточном числе представлены в военных музеях и в качестве танков-памятников в различных местах России и ближнего зарубежья. В Бронетанковом музее в Кубинке имеется Т-70, найденный в болоте в 2001 году и восстановленный до ходового состояния, там же находится в составе композиции памятника погибшим танкистам башня Т-70Б. Танк Т-70Б имеется в музее Великой Отечественной войны в Москве. Также Т-70 имеются в военных музеях в Киеве, Орле, в техническом музее в Тольятти, в музее военной техники в г. Верхняя Пышма около Екатеринбурга, Саратовском государственном музее боевой славы, музее в Познаньской цитадели (Польша), а также в финском танковом музее в городе Парола (у финского экспоната нет пушки). 
Сохранившиеся экземпляры.
- Беларусь:

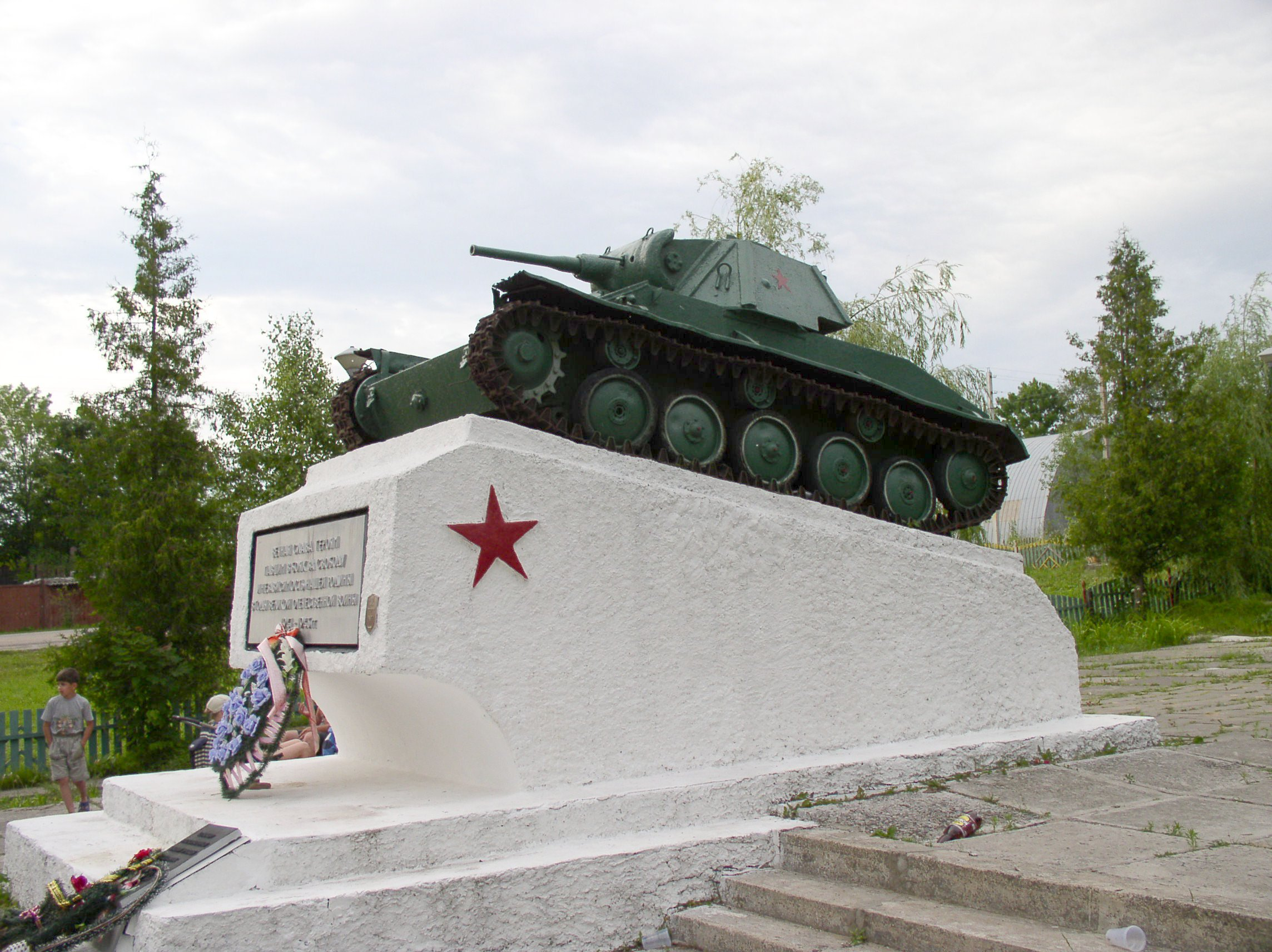
Езерище. Беларусь

  - Езерище, Витебская область: памятник на могиле полковника Хайдукова.

- Россия:
  - Москва, Музей Великой Отечественной войны.
  - Кубинка, Московская область, Бронетанковый музей в Кубинке.
  - Архангельское, Московская область, Музей техники Вадима Задорожного. Два танка Т-70, восстановленных до ходового состояния.
  - Падиково, Московская область, Музей отечественной военной истории: танк Т-70 полностью
  - Верхняя Пышма, Свердловская область, Музейный комплекс УГМК
  - Тольятти, Технический музей ОАО «АвтоВАЗ»
  - Великие Луки: поднят из болот, отремонтирован и подарен ветерану танковых войск Л. И. Калининой в 2003 году[27][28].
  - Великий Новгород: поднят со дна озера Ильмень, установлен в 1964 году.
  - Волгоград: поднят в 2008 году, установлен на постамент.
  - Калач-на-Дону, Волгоградская область: установлен в городе 8 декабря 1942 года по приказу командира 152 тбат 69 тбр, капитана Гладченко. Помпотех батальона Бондаренко выделил по просьбе калачевцев для памятника машину из числа не подлежавших восстановлению. Считается, что это первый в истории Великой Отечественной войны памятник-танк.
  - Каменск-Шахтинский: участвовал в освобождении города.
  - Нижний Новгород: у 6-й проходной завода ГАЗ.
  - Орёл: участвовал в освобождении города, был установлен на памятник в 1943 году и простоял до 1968 года, когда был заменён на Т-34-85 и отправлен в д. Одинок, установлен как памятник у музея-диорамы в 1985 году.
  - Саратов: в составе экспозиции военной техники в Парке Победы (Саратов) на Соколовой горе.
  - Бахчисарай, Крым, на территории Ханского дворца, в память о воинах 6-й Гвардейской Сивашской танковой бригады.

отреставрирован, на ходу.

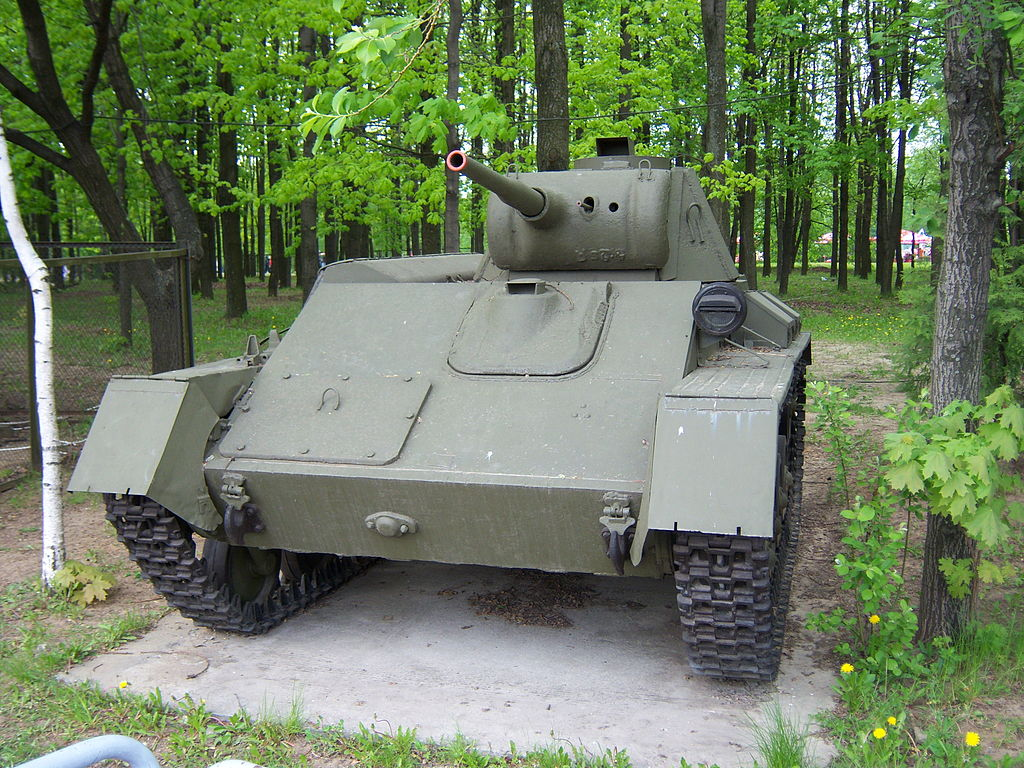
Москва. Музей ВОВ
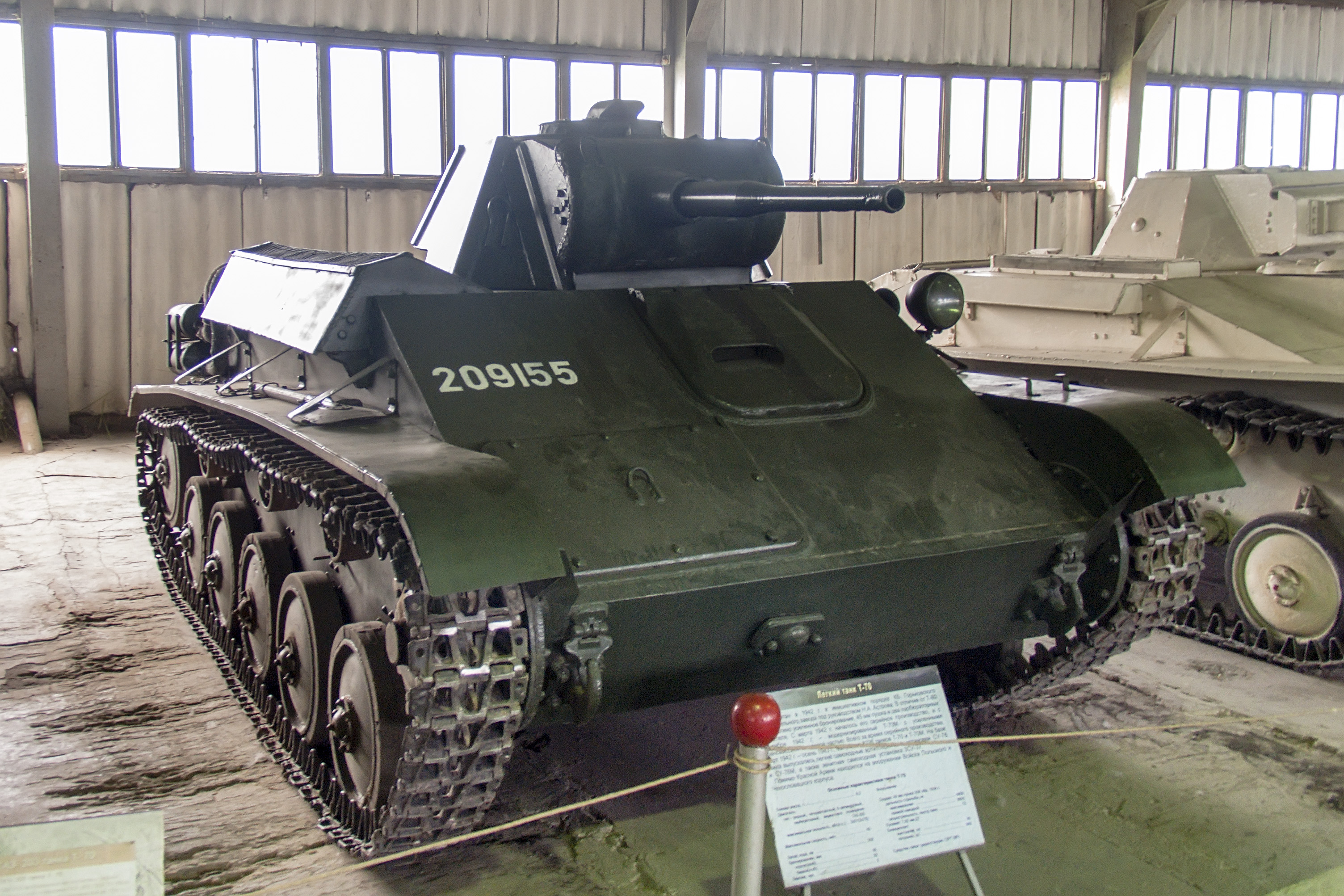
Кубинка. Танковый музей
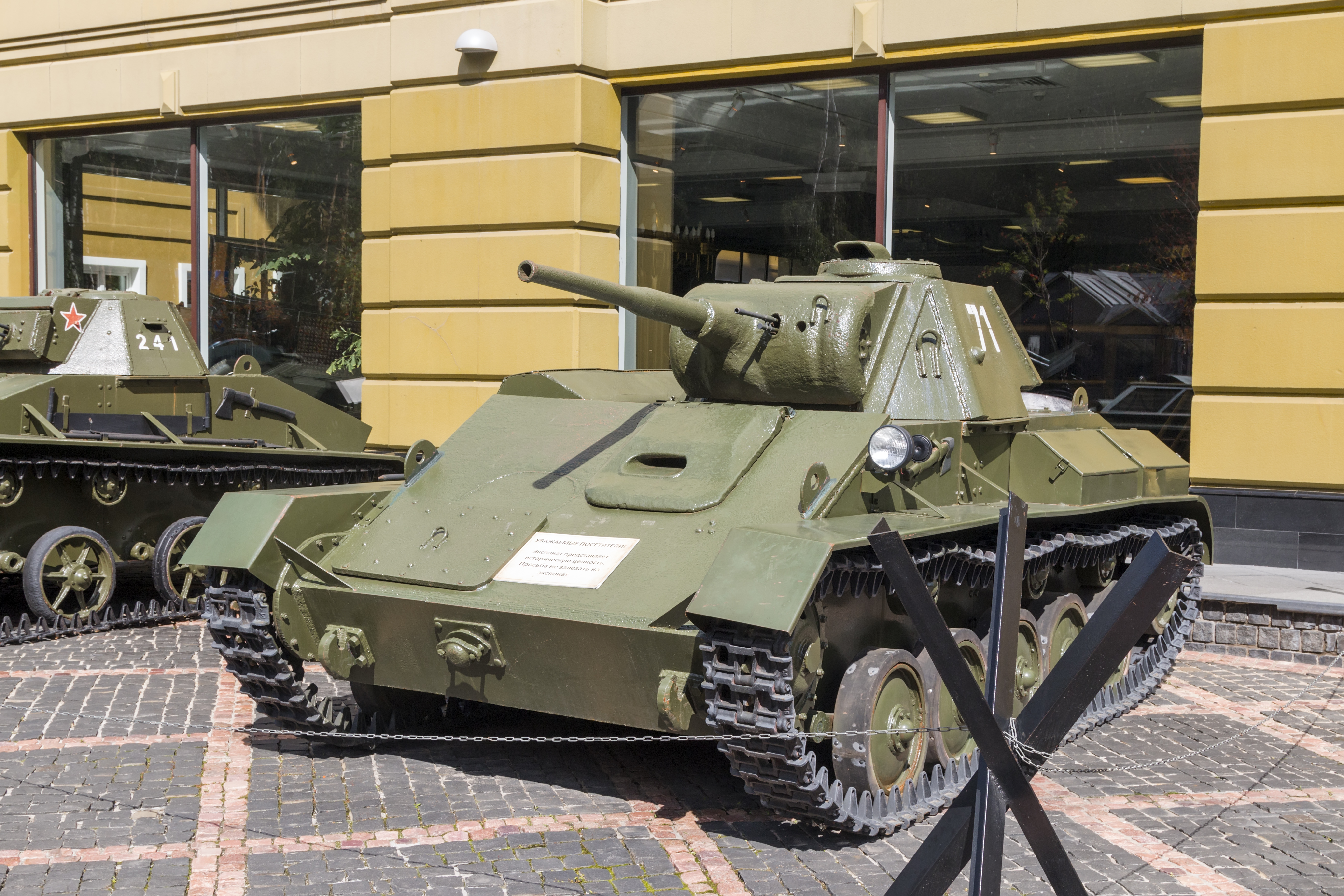
Архангельское. Музей Вадима Задорожного
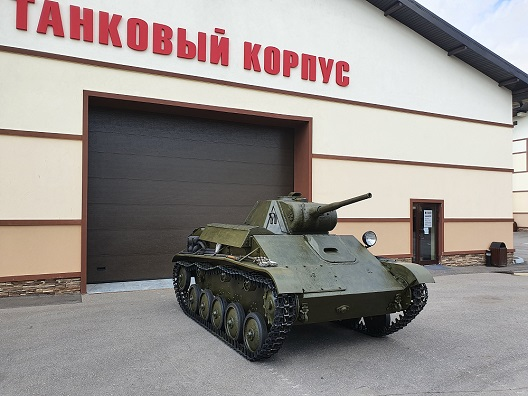
Падиково. Музей
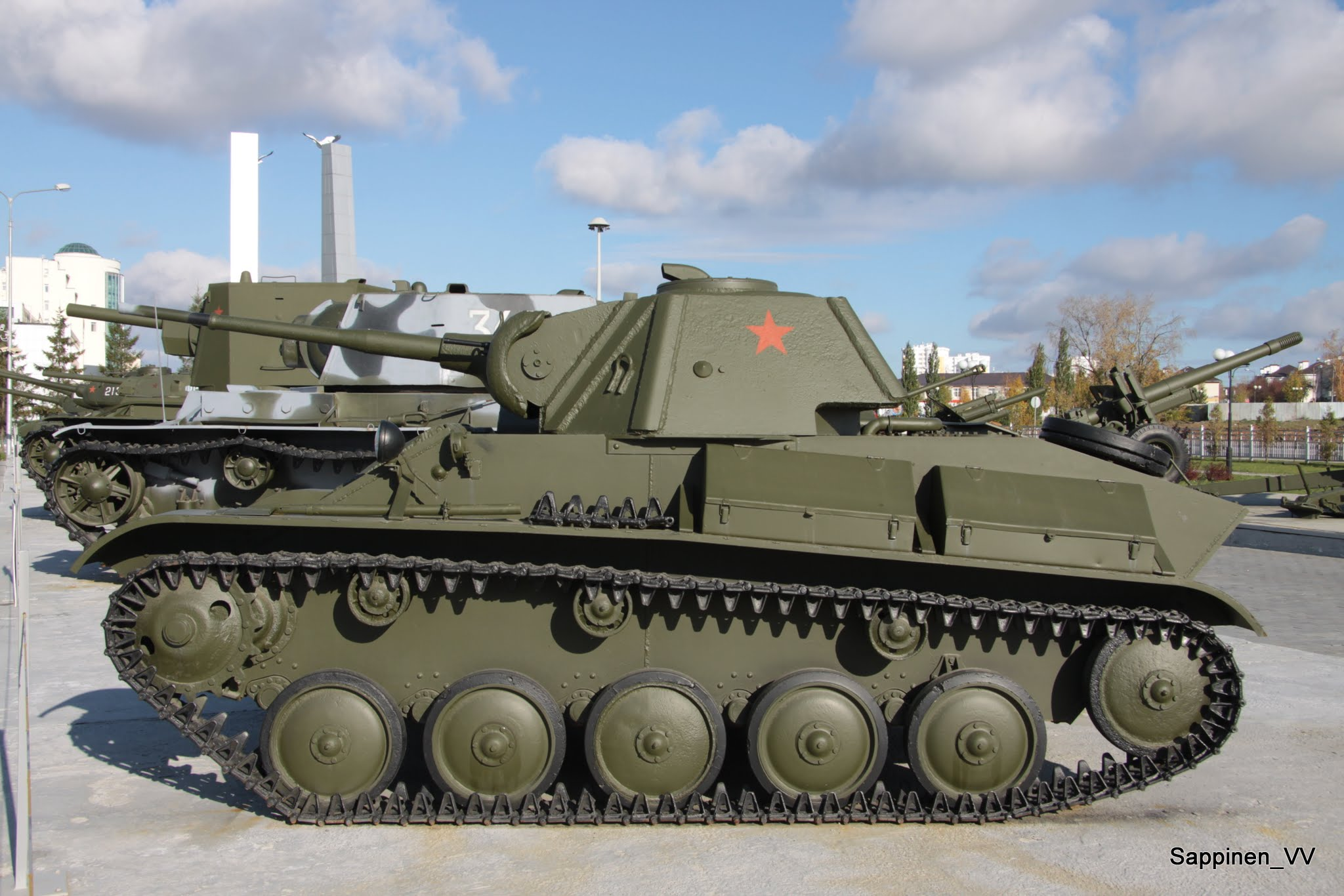
Верхняя Пышма. Музей УГМК
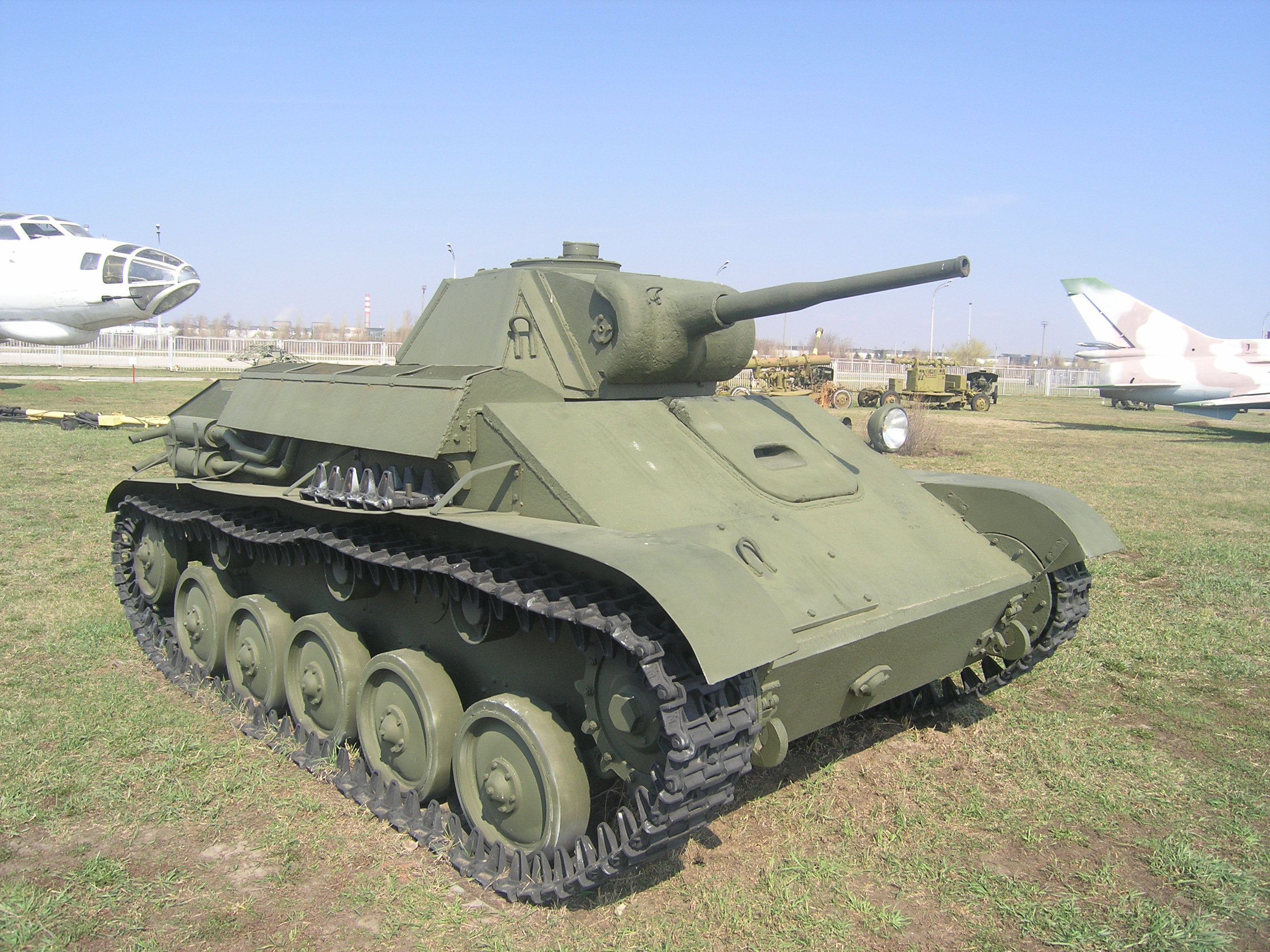
Тольятти. Технический музей
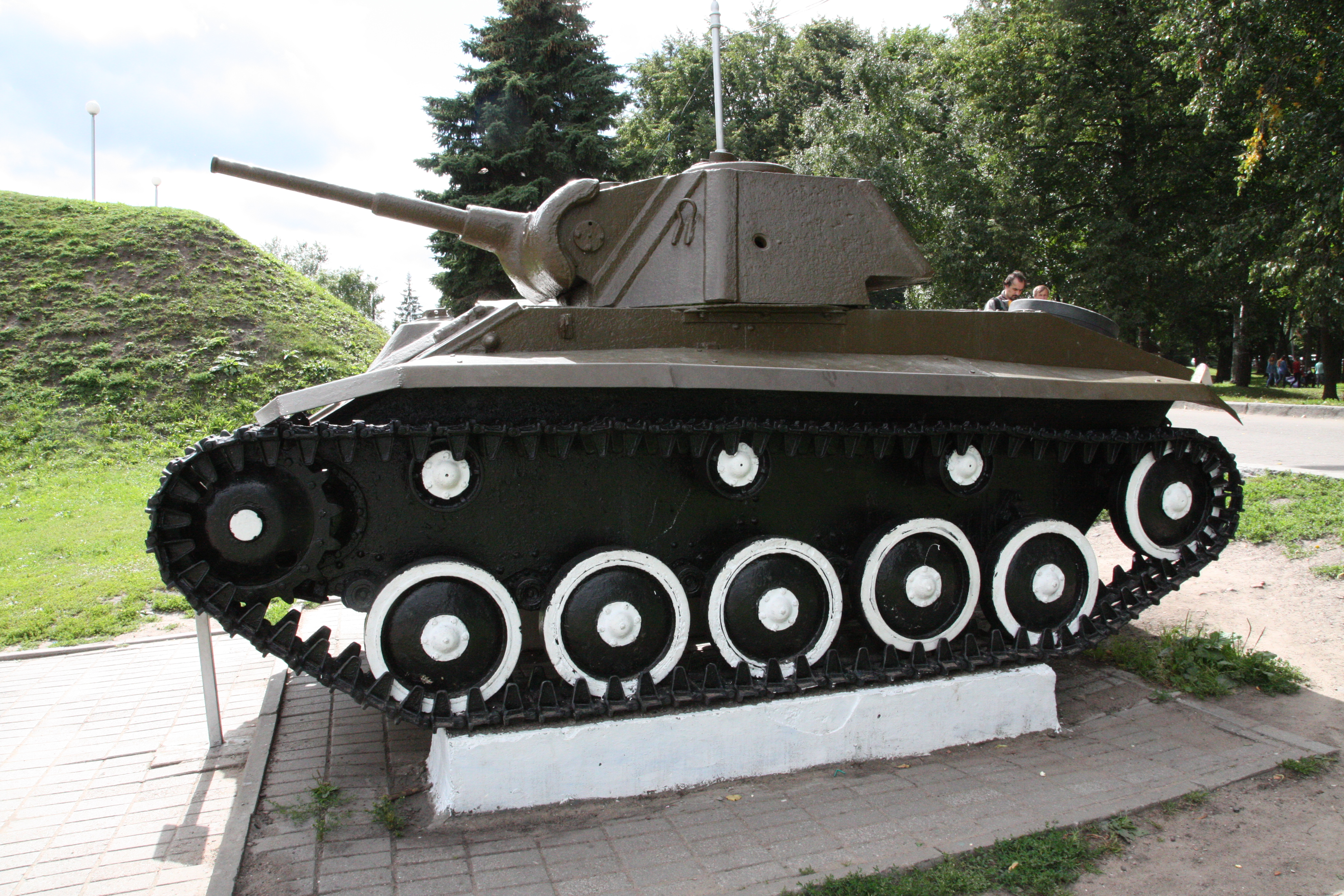
Великий Новгород
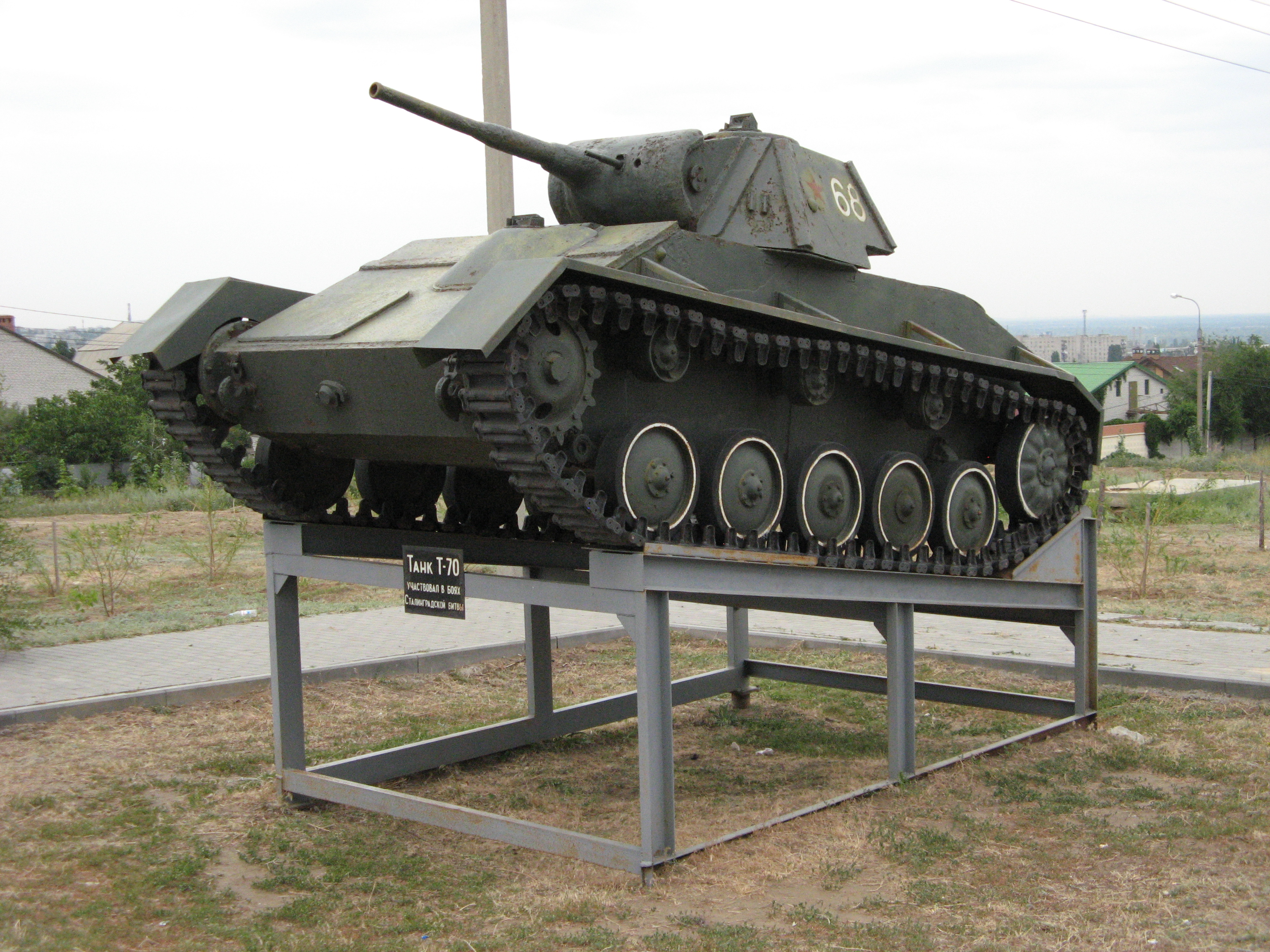
Волгоград
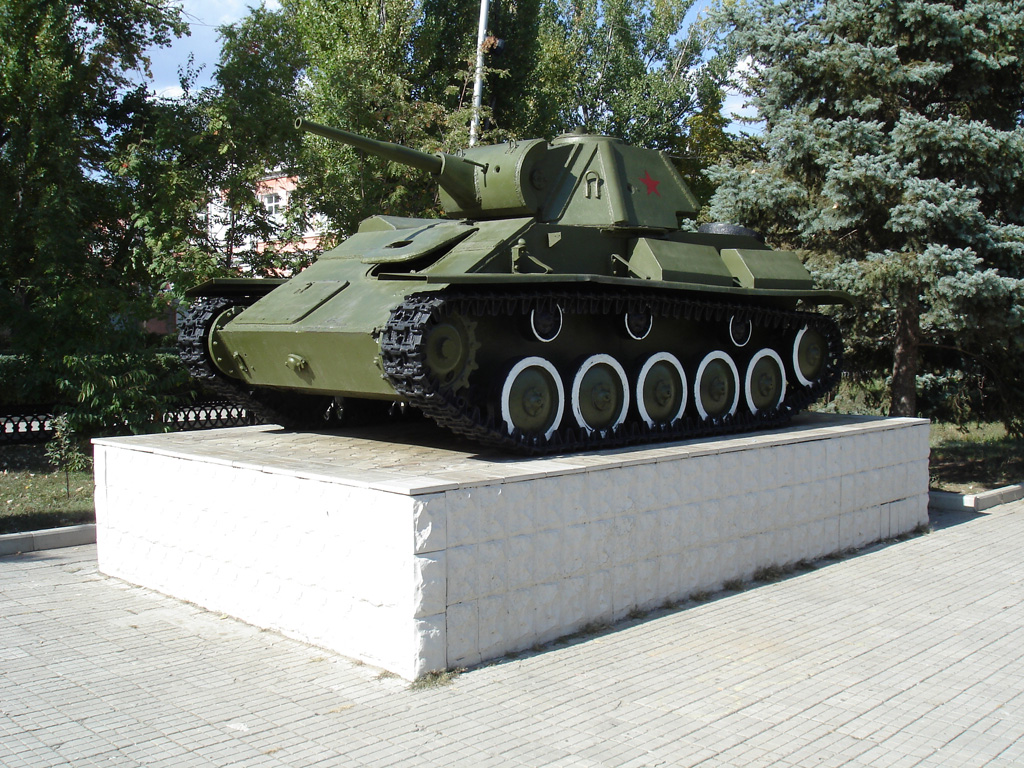
Каменск-Шахтинский
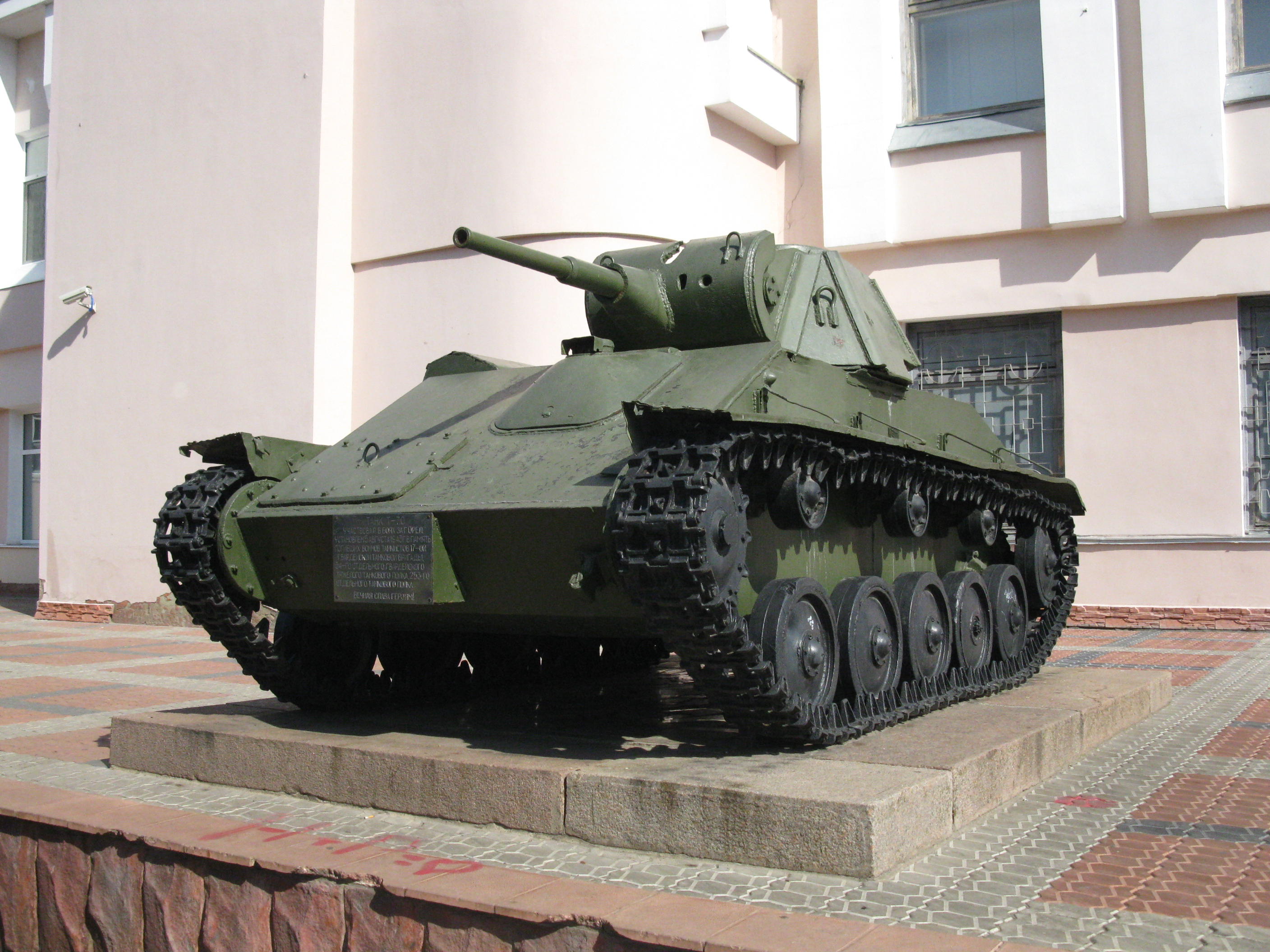
Орёл
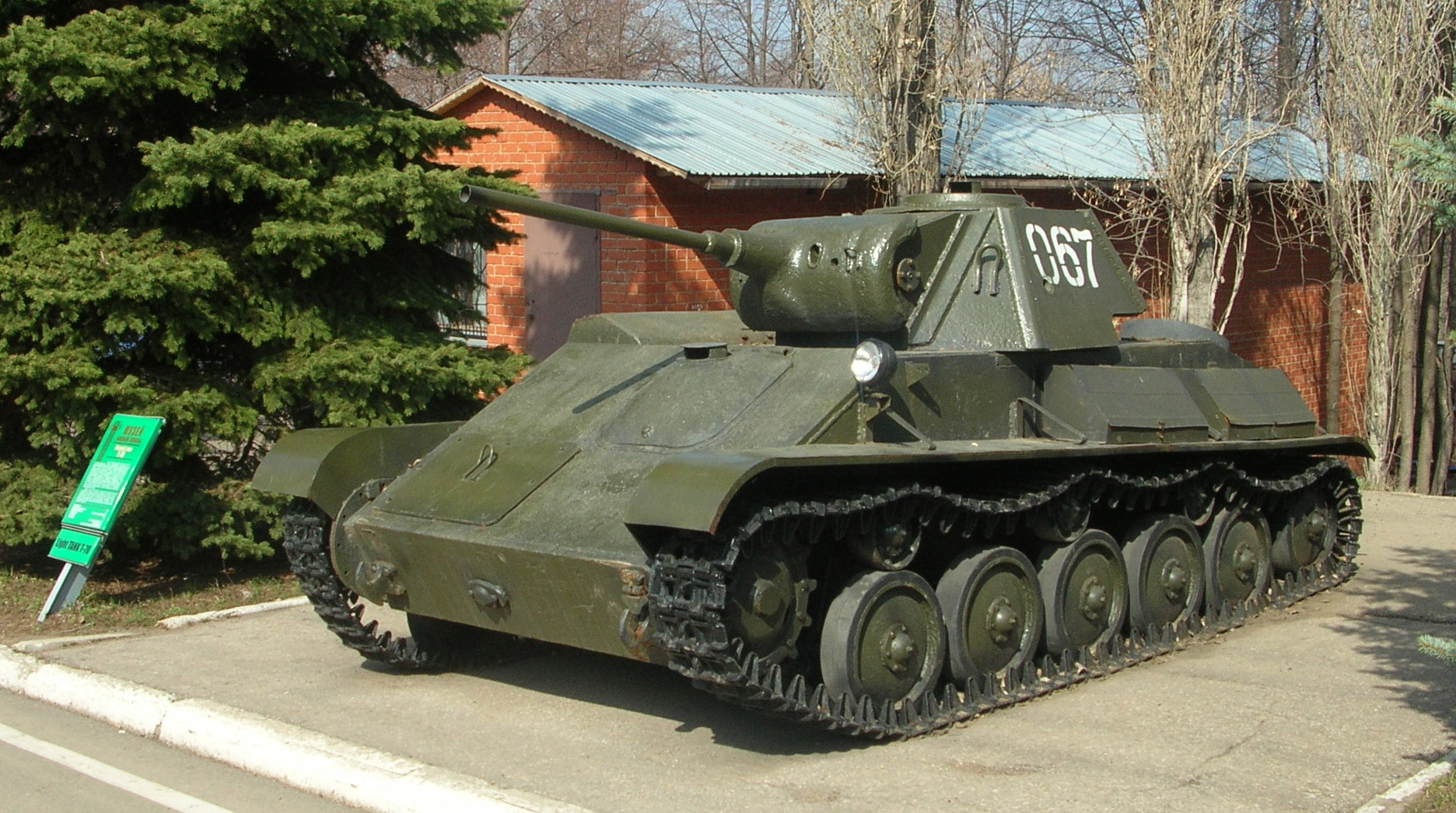
Саратов
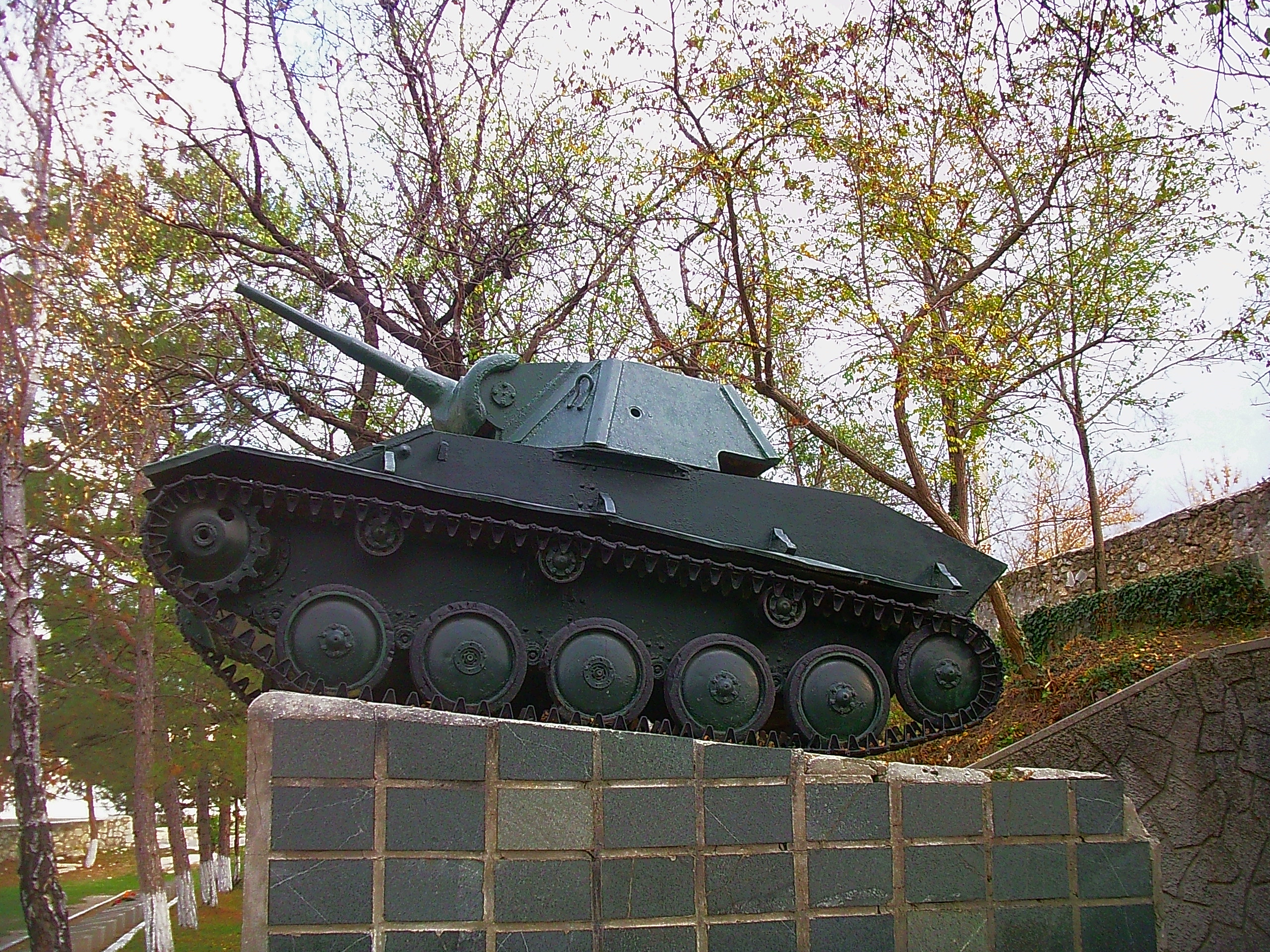
Бахчисарай

- Украина:
  - Вершацы, Чигиринский район, Черкасская область.
  - Днепр: на открытой площадке возле диорамы «Битва за Днепр». До 1967 г. этот танк служил памятником генералу Е. Г. Пушкину.
  - Киев: площадка военной техники у музея Великой Отечественной войны.
  - Константиновка, Донецкая область.
  - Красный Оскол, Изюмский район, Харьковская область.
  - Мелитополь, Запорожская область.
  - Нежин, Черниговская область, памятник на могиле гвардий майора Хайтовича.
  - Солоницевка, ранее Гавриловка, Дергачёвский район, Харьковская область: сер. № танка: М 303198.
  - Ужгород, Закарпатская область.

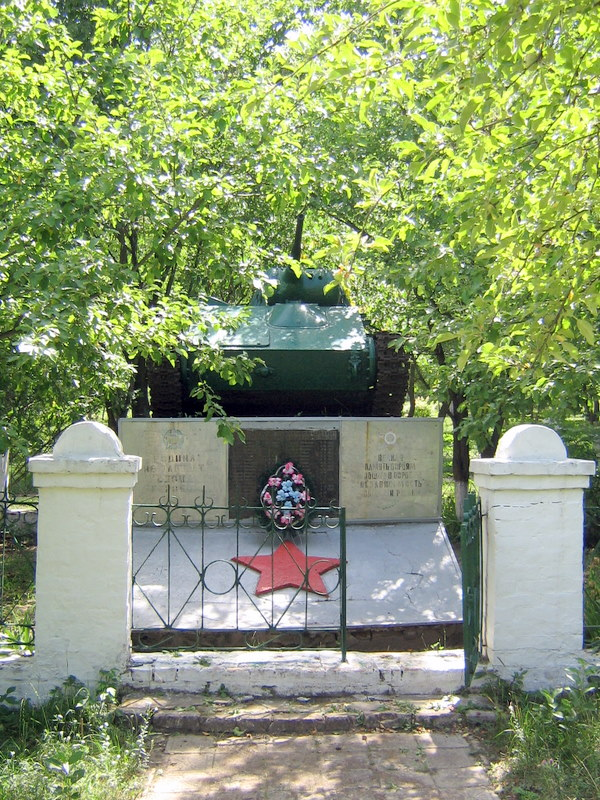
Вершацы
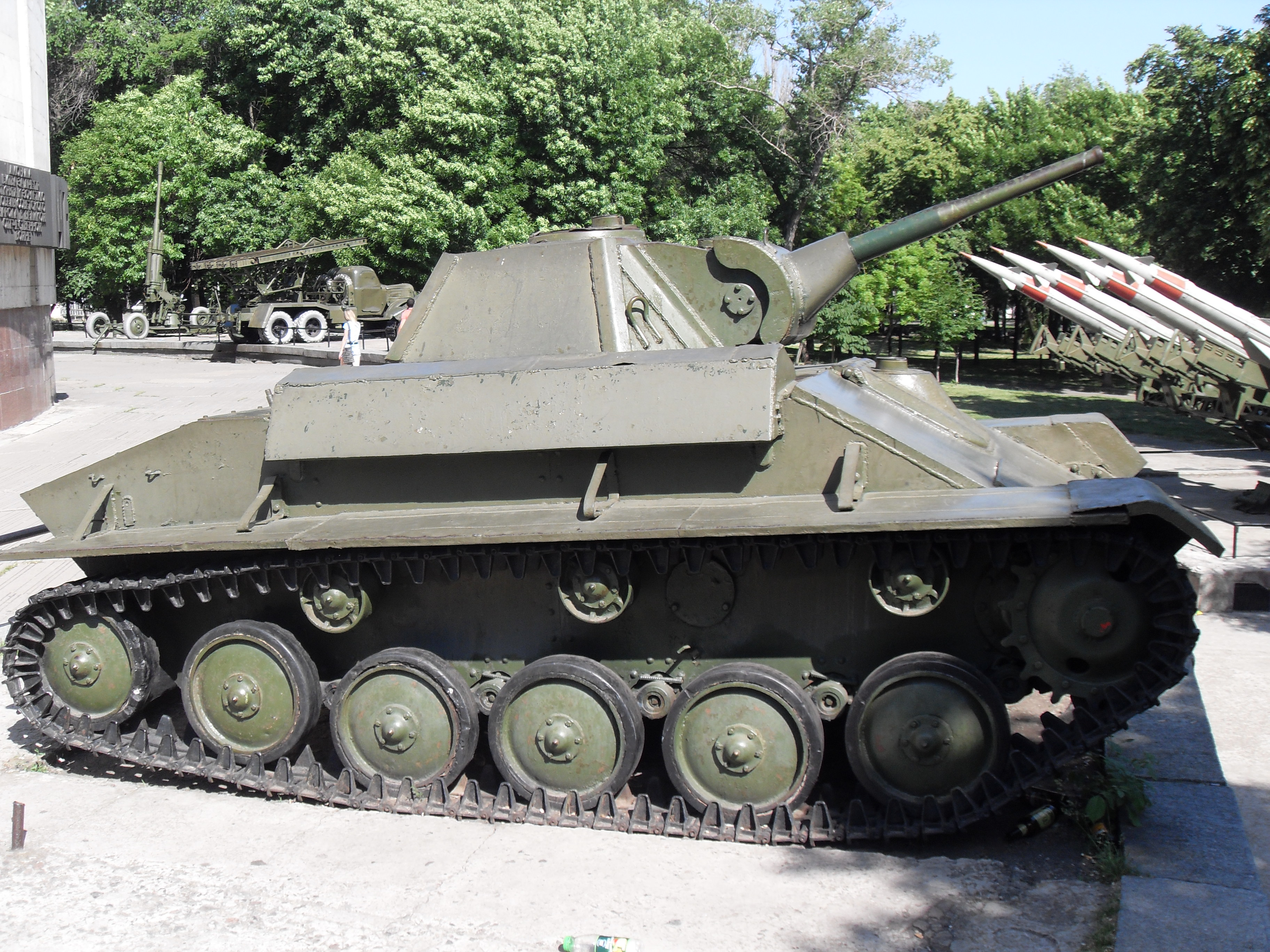
Днепр
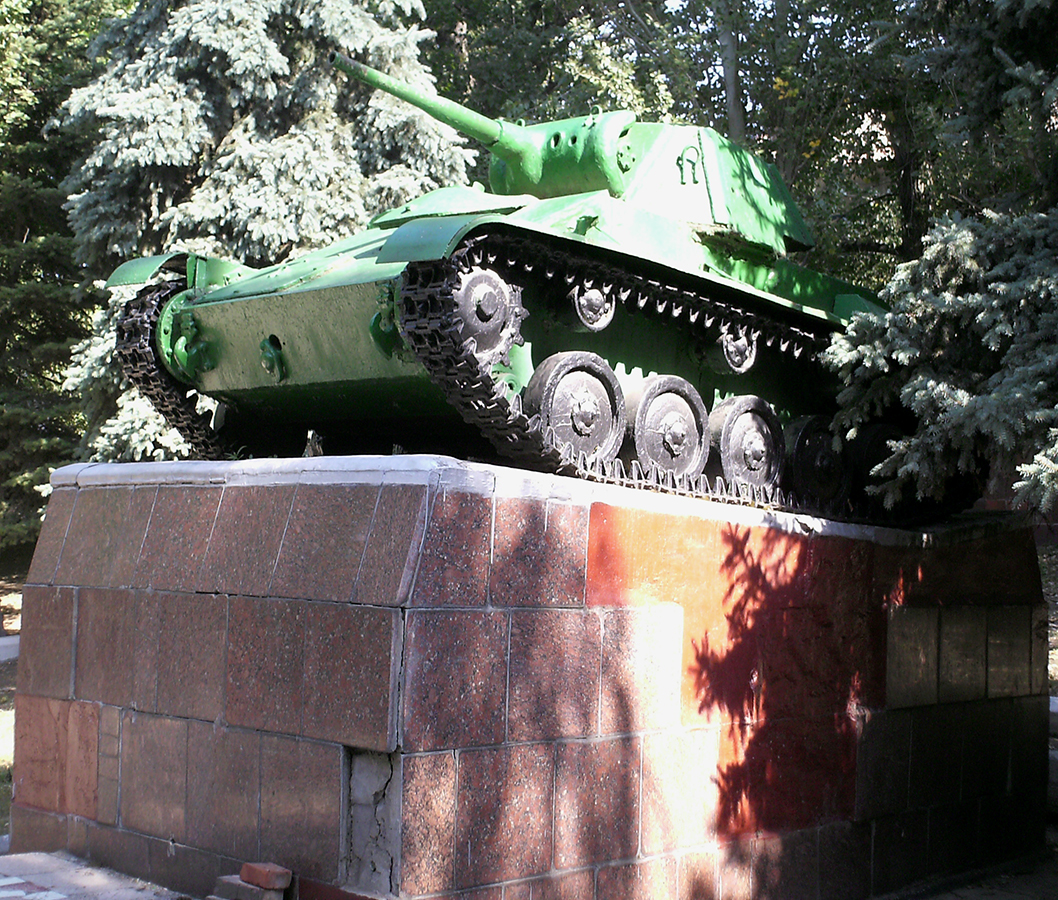
Константиновка
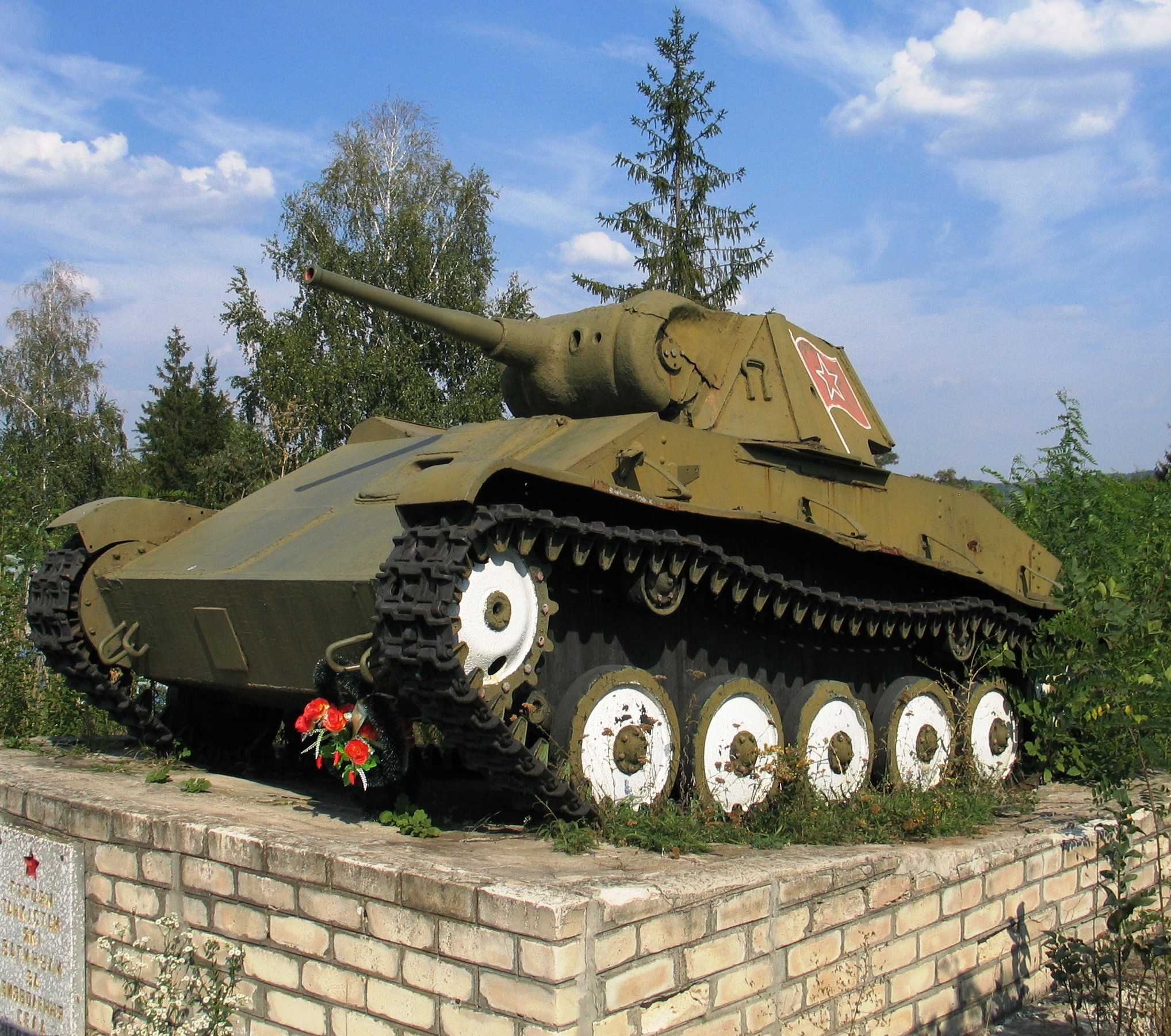
Красный Оскол
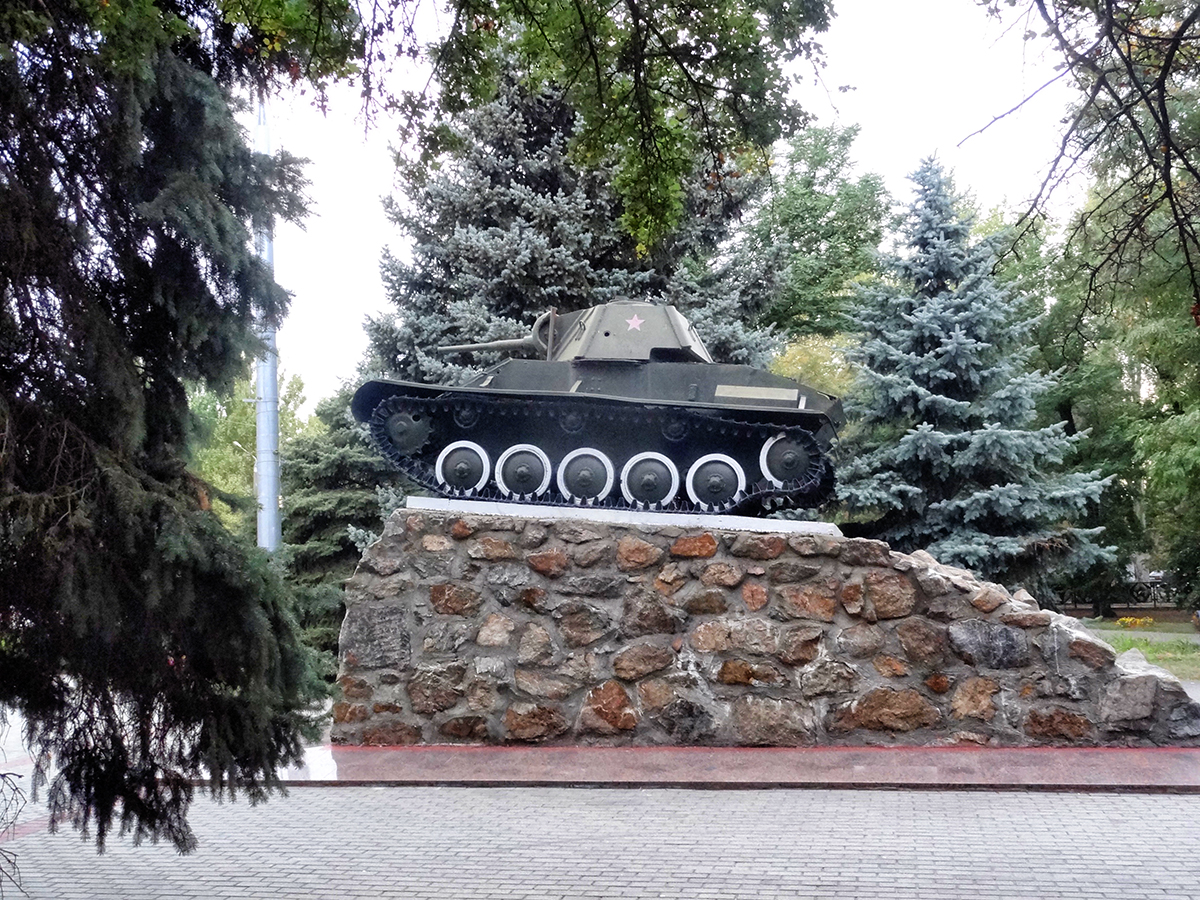
Мелитополь
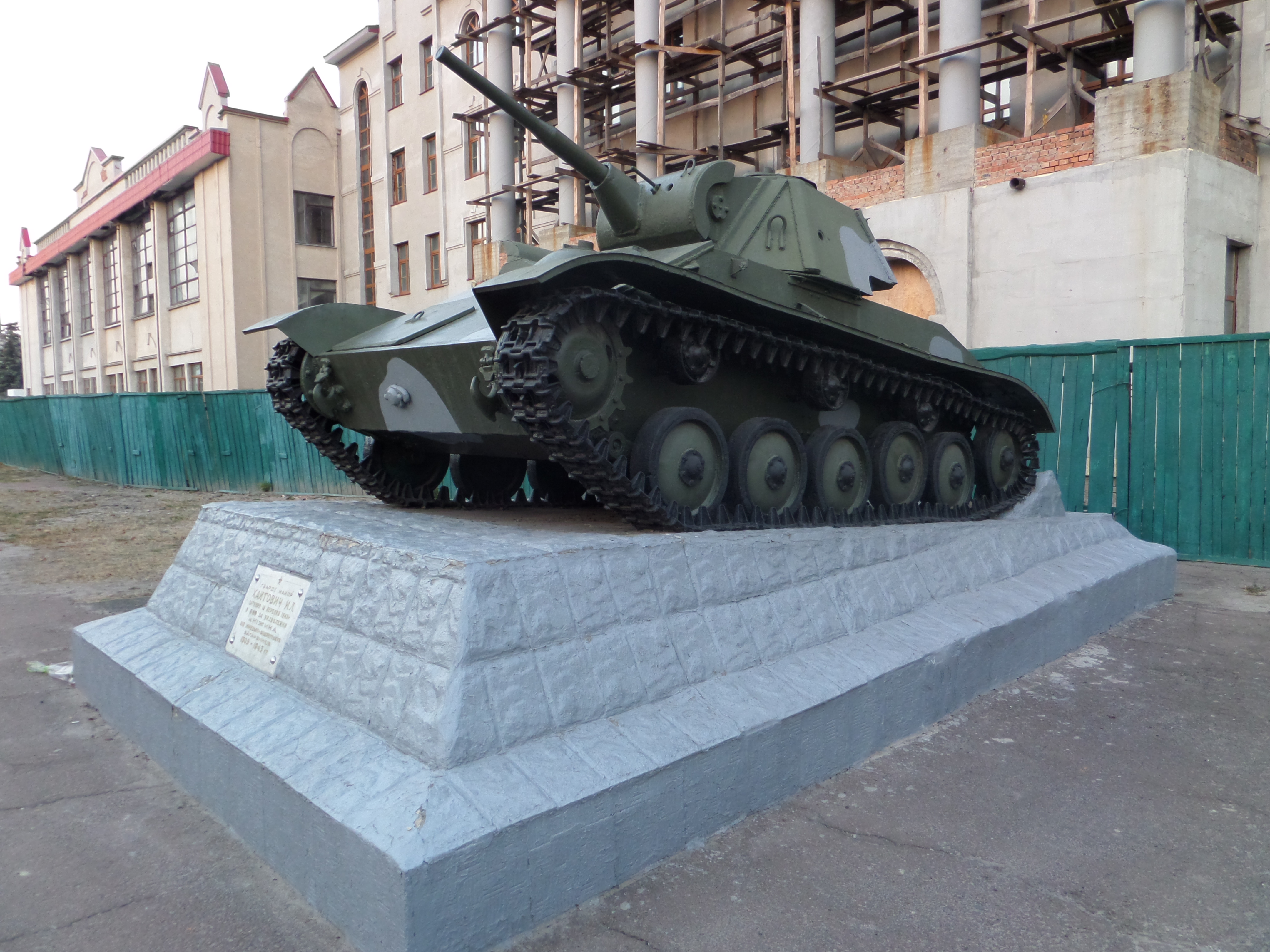
Нежин
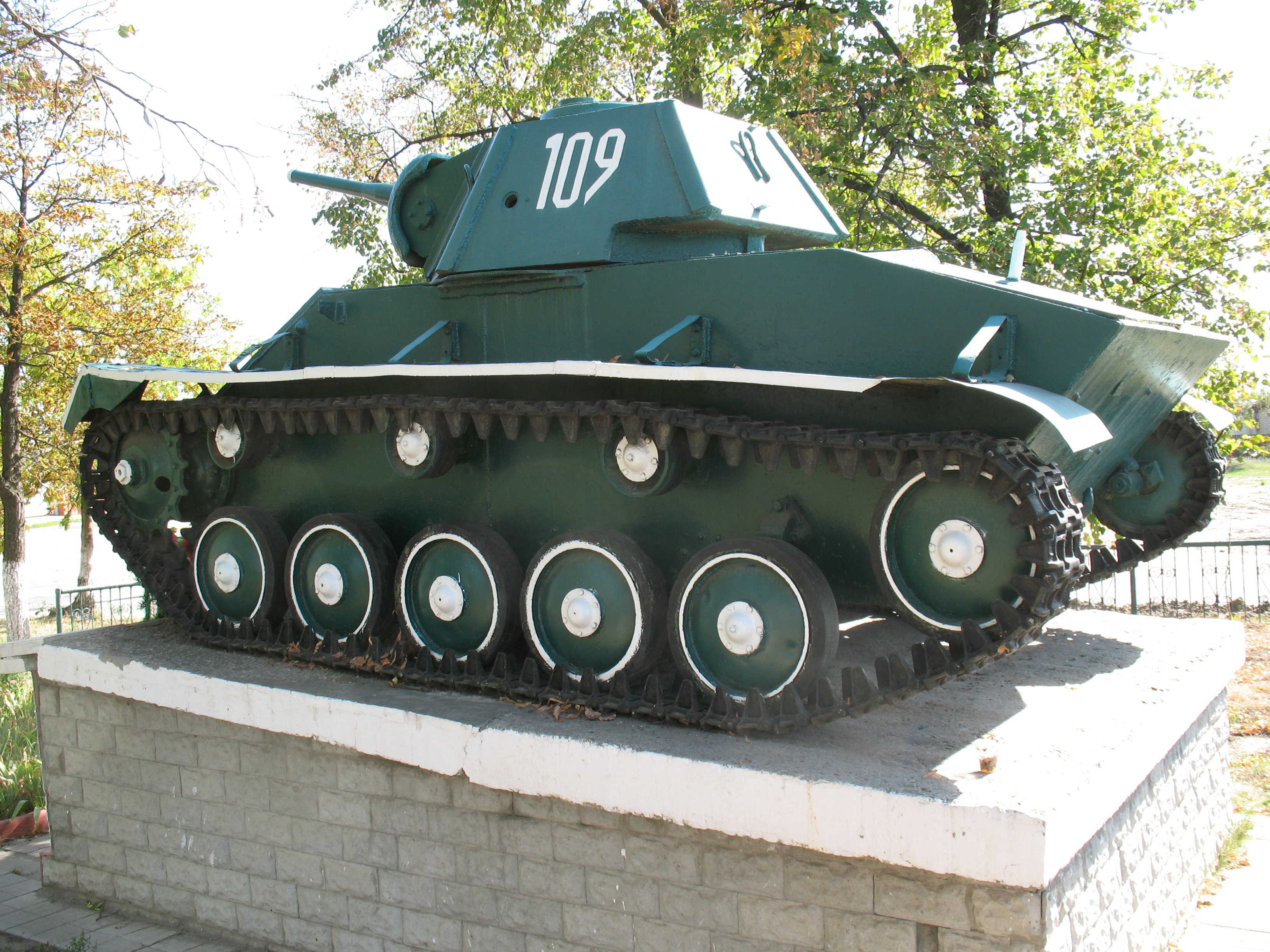
Солоницевка
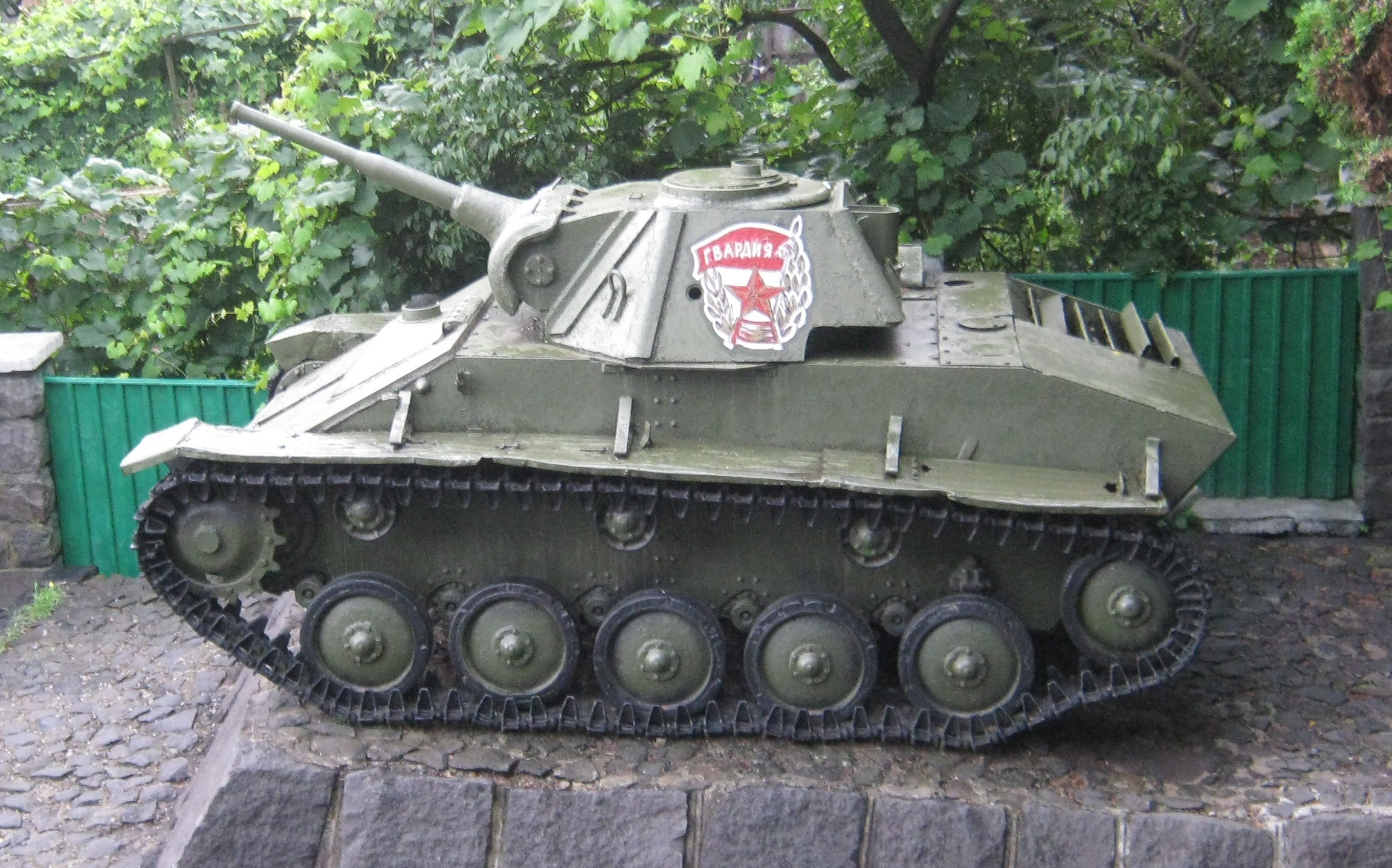
Ужгород

## Т-70 в массовой культуре

### Компьютерные игры

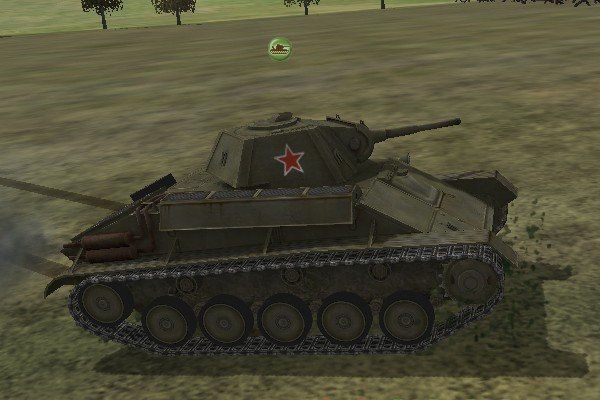
Т-70Б в компьютерной военной игре «Вторая мировая от 1С (Theatre of War)»

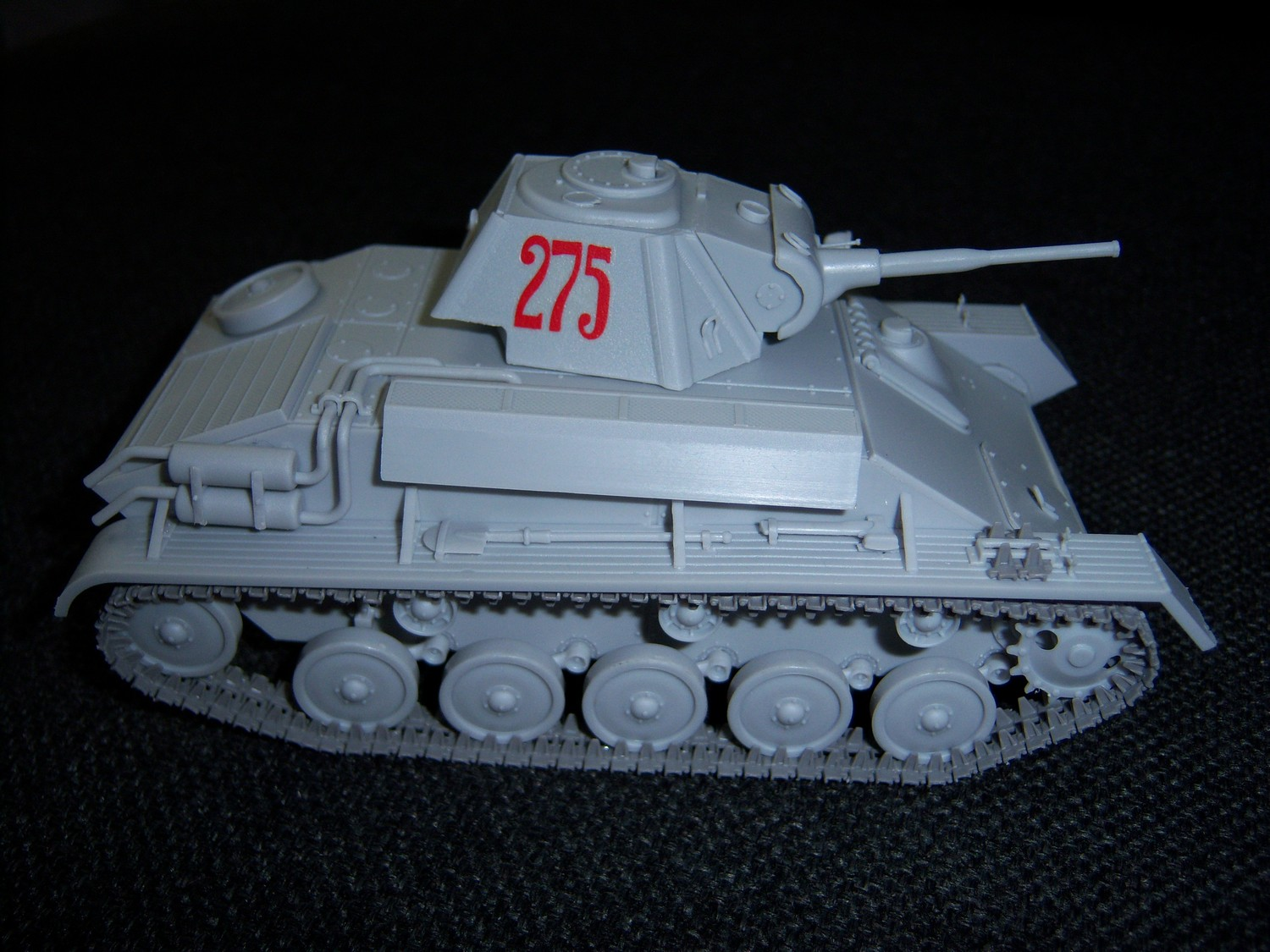
Неокрашенная сборная модель лёгкого танка Т-70 фирмы «МиниАрт»

- Модель Т-70Б представлена в компьютерной игре «Вторая Мировая».

- Танк Т-70 есть в многопользовательской игре «Heroes and Generals».

- Т-70 присутствует в игре «War Thunder» в качестве лёгкого танка I ранга в ветке бронетехники СССР. САУ СУ-76М на базе танка представлена в игре War Thunder, так же имеется её премиальный вариант.

- Т-70 есть в многопользовательской игре «World of Tanks» как лёгкий танк СССР III уровня.
- Т-70 представлен в игре «Company Of Heroes 2» за СССР. Эффективен для разведки, борьбы с пехотой, лёгкой техникой и укреплениями.

## Аналоги
- Семейство советских лёгких танков конструкции Н. А. Астрова: Т-40, Т-60, Т-80
- Дальнейшее развитие советского лёгкого танка: ПТ-76
- Танк вермахта аналогичной массогабаритной категории PzKpfw II
- Американские лёгкие танки M3 (M5) «Стюарт»
- Самоходно-артиллерийская установка СУ-76